# Pomniki i rzeźby w Bydgoszczy

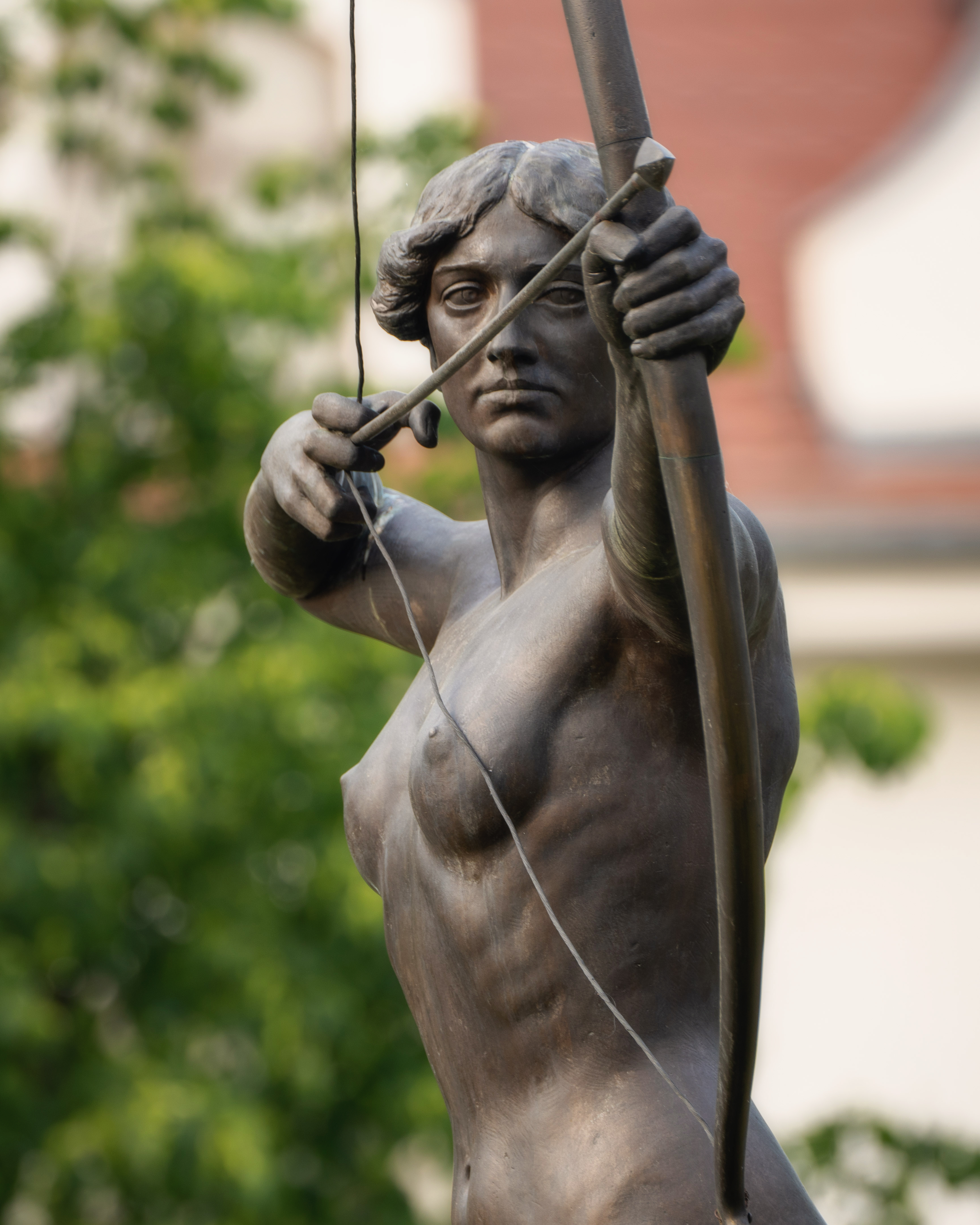
Łuczniczka – jeden z symboli Bydgoszczy

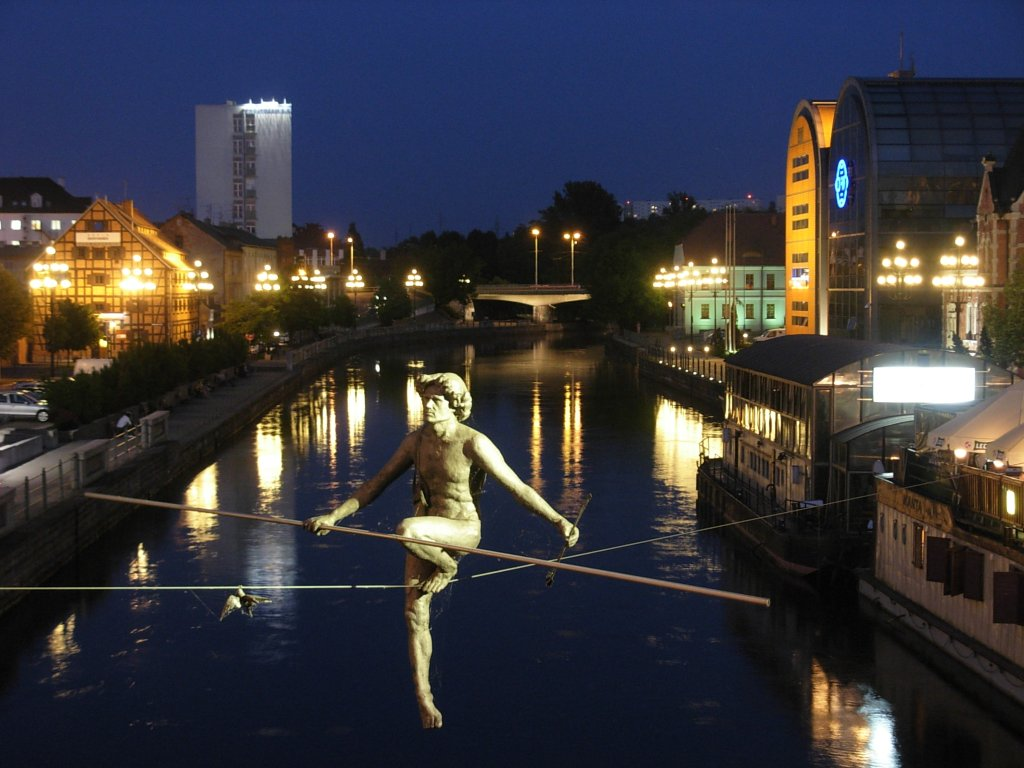
Przechodzący przez rzekę

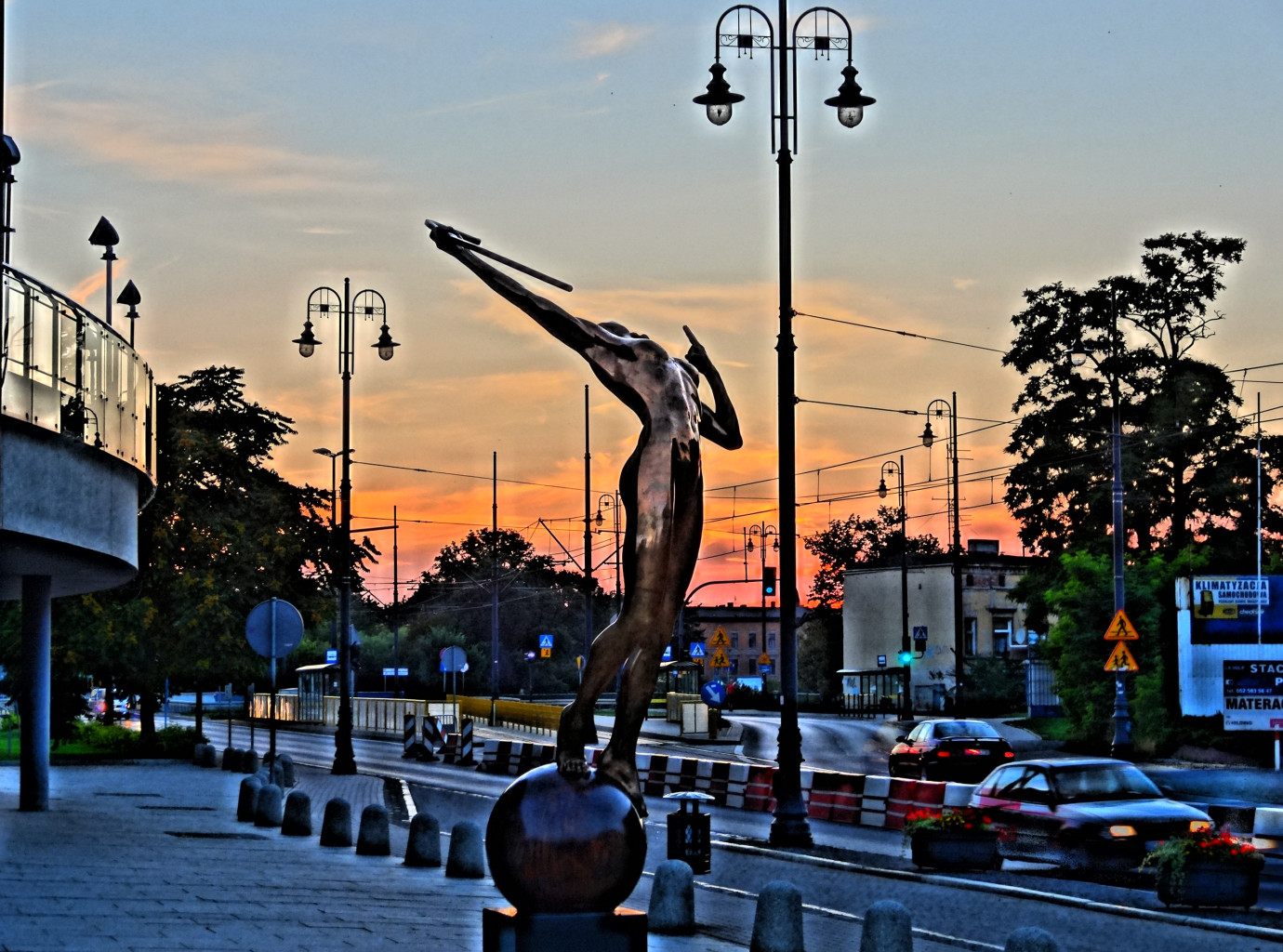
Łuczniczka Nova

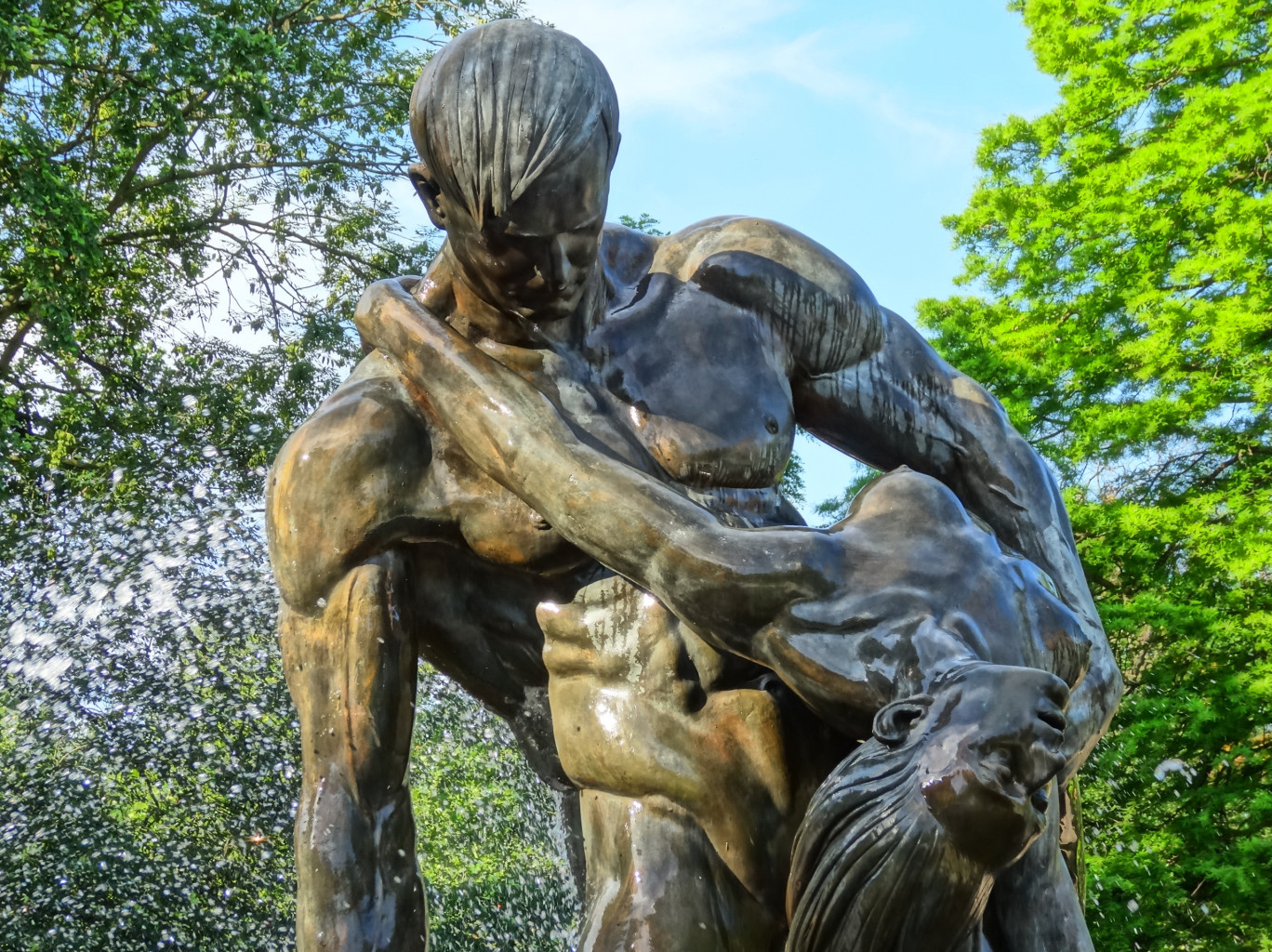
Fragment rekonstruowanej od 2006 roku Fontanny Potop

W Bydgoszczy znajduje się ponad 50 pomników, obelisków i rzeźb ustawianych w różnym czasie. Dzielą się one na następujące grupy tematyczne:
- martyrologiczne,
- postaci narodowo-historycznych,
- postaci związanych z muzyką,
- osób zasłużonych dla Bydgoszczy,
- artystyczne,
- sakralne.

Najstarsza rzeźba, ustawiona w miejscu publicznym w Bydgoszczy pochodzi z XVIII wieku, dwie zachowały się z okresu zaboru pruskiego, w tym postać „Łuczniczki” uznawana za symbol miasta.
Najbardziej efektowną historyczną rzeźbą Bydgoszczy jest zrekonstruowana w l. 2008-2014 fontanna Potop.
Kilkanaście rzeźb i pomników powstało po 1989 r. Niektóre z nich są atrakcjami turystycznymi, jak np. Przechodzący przez rzekę, pomnik Kazimierza Wielkiego, czy też wyłaniająca się dwa razy dziennie z okna kamienicy na Starym Rynku ruchoma rzeźba Pana Twardowskiego.

## Galeria pomników  i rzeźb w Bydgoszczy

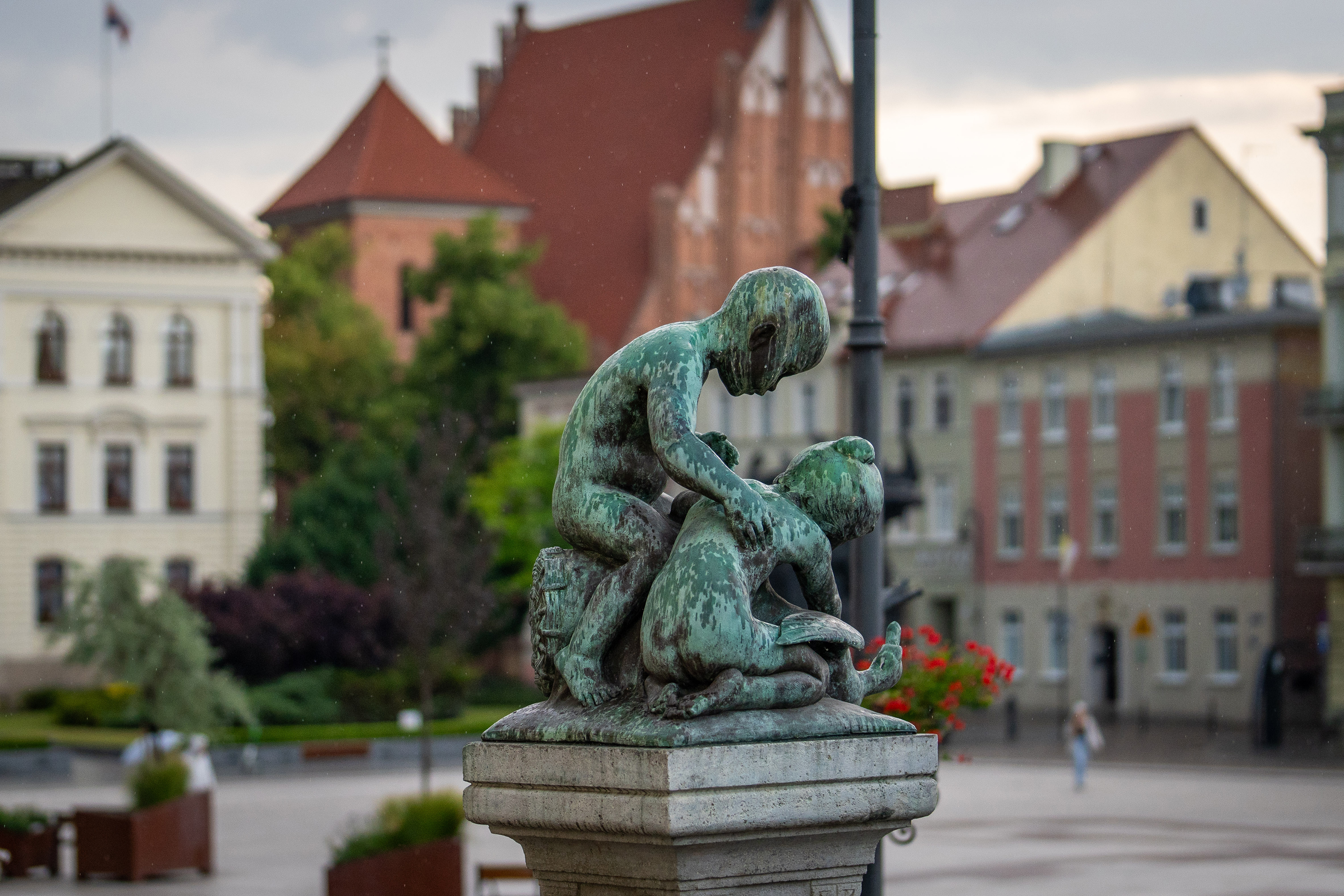
Dzieci bawiące się z gęsią
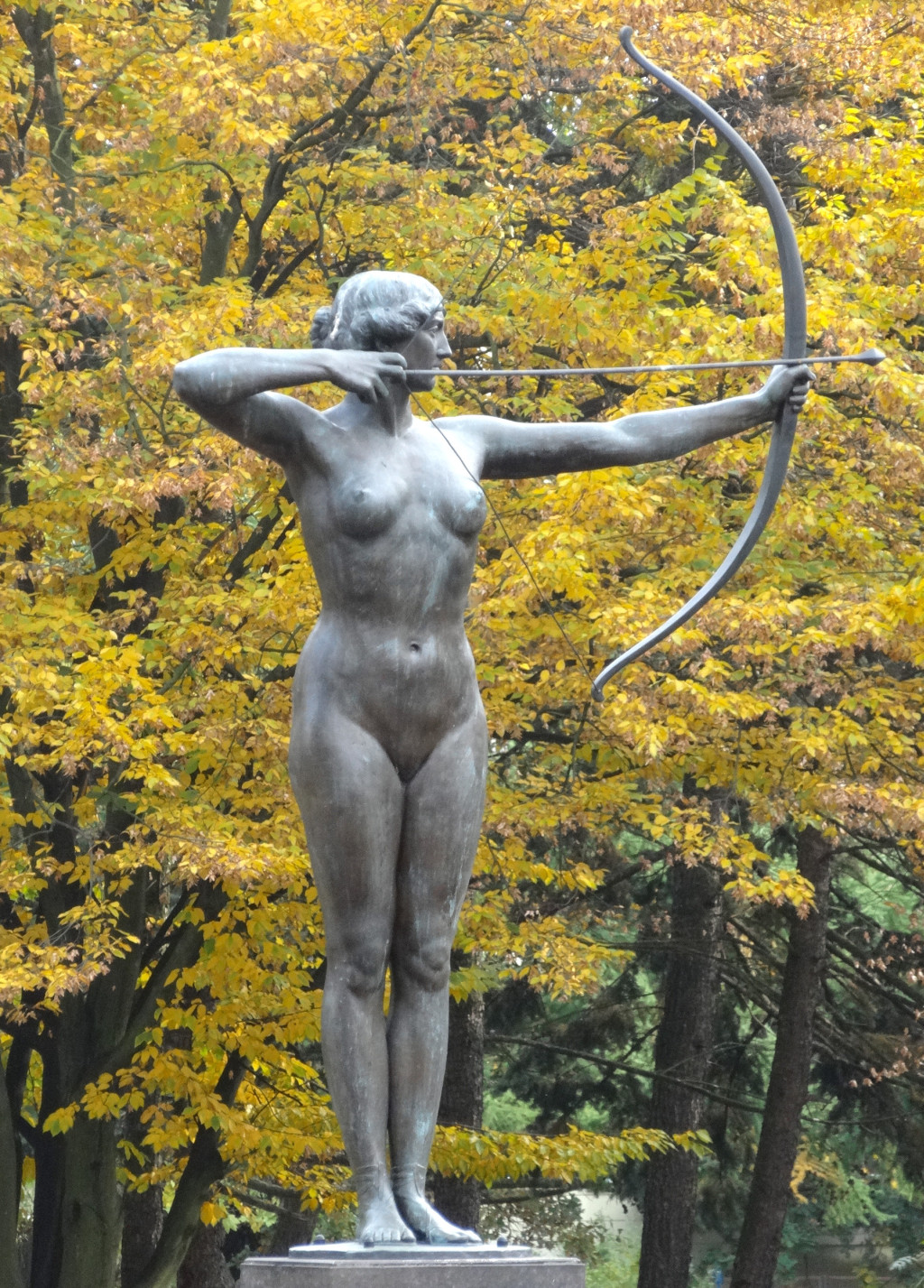
Łuczniczka
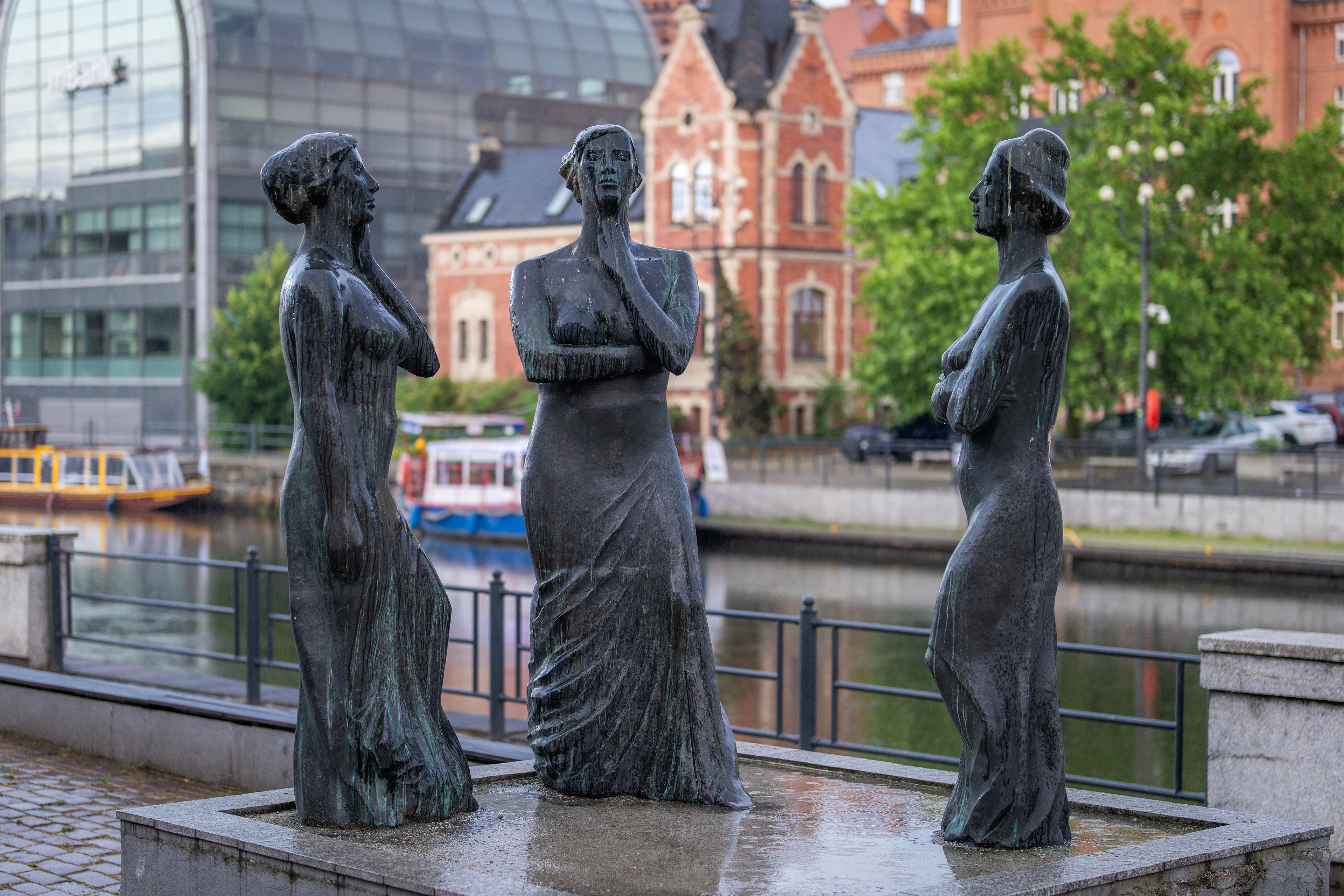
Trzy Gracje
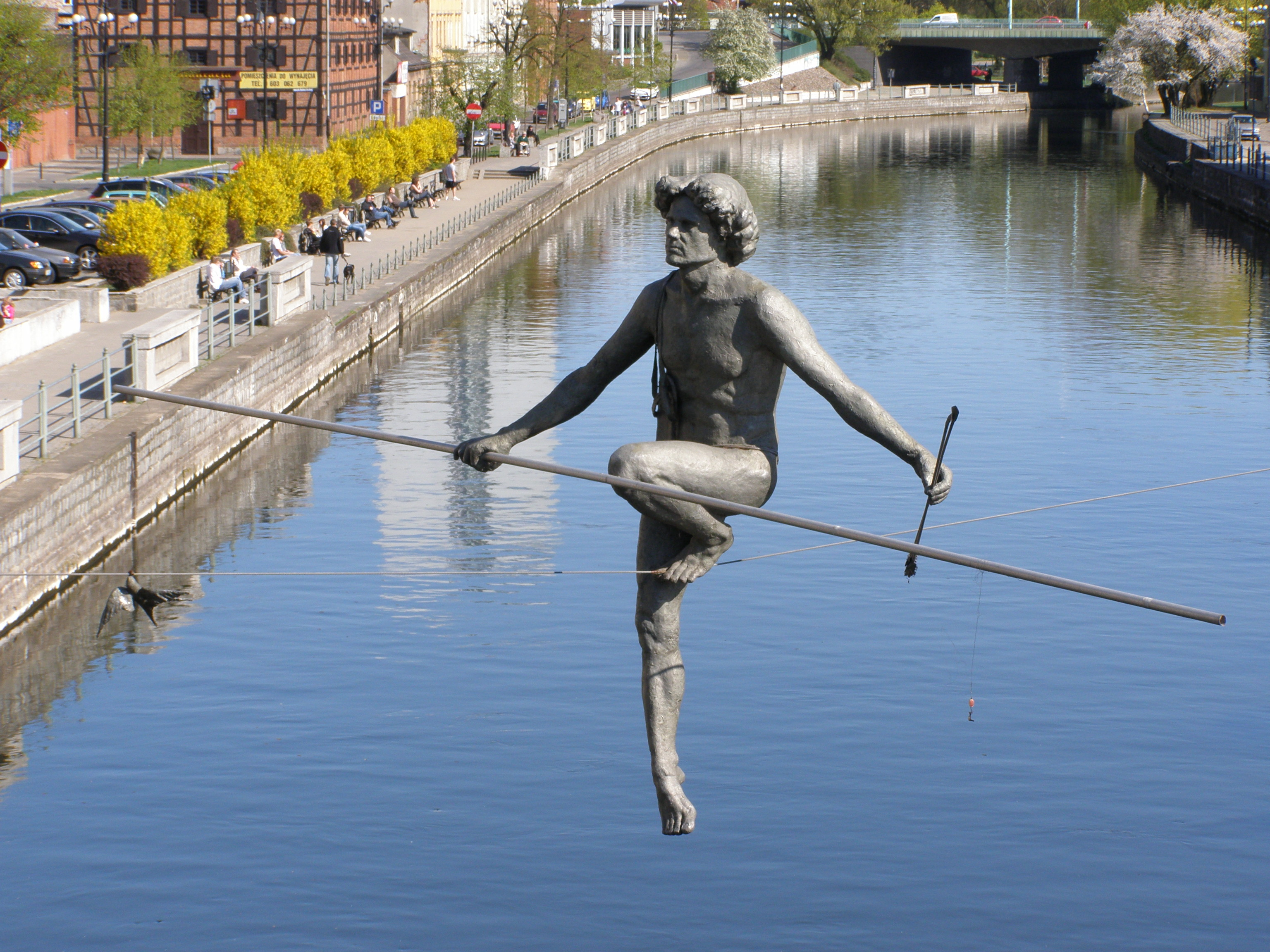
Przechodzący przez rzekę
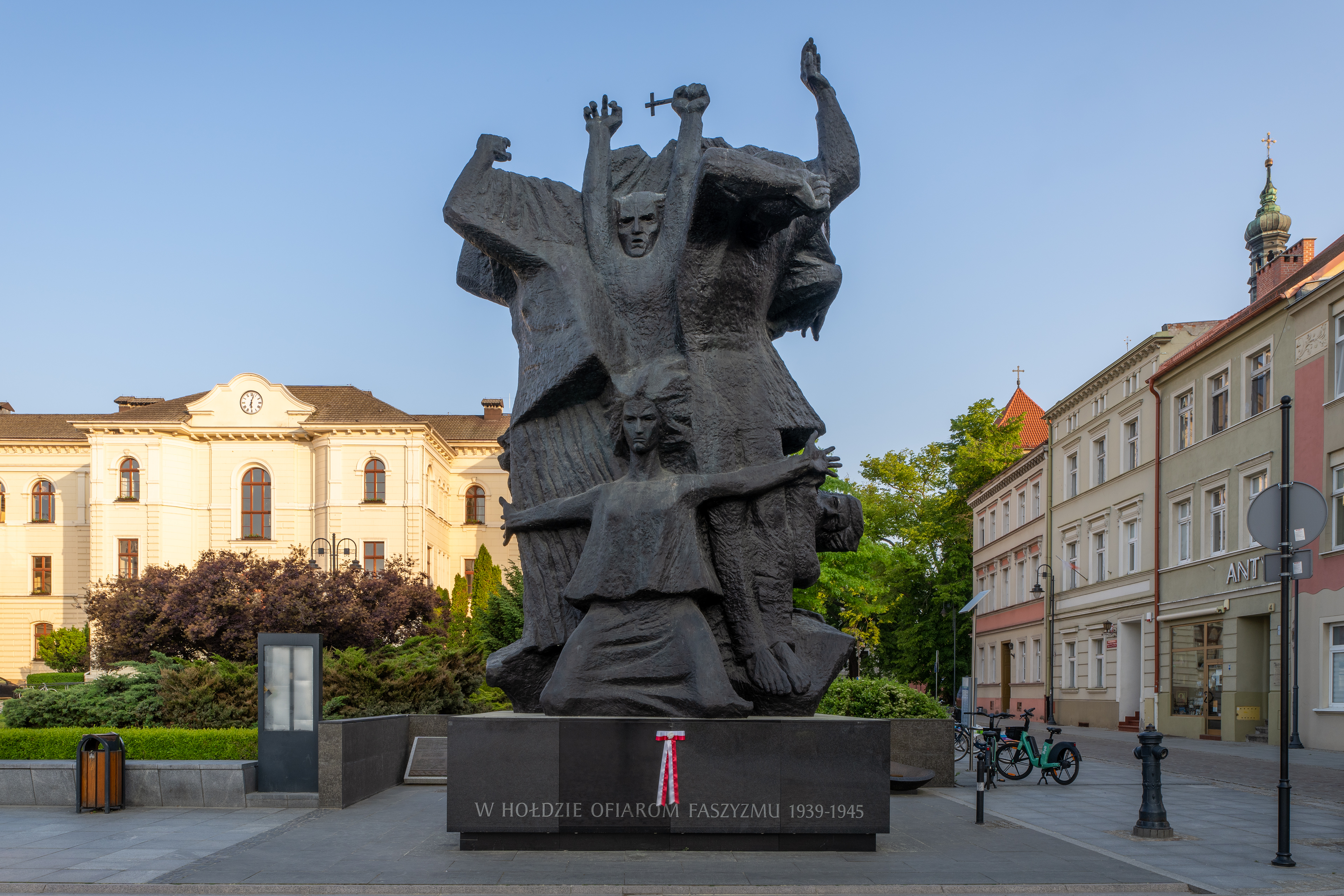
Pomnik Walki i Męczeństwa Ziemi Bydgoskiej
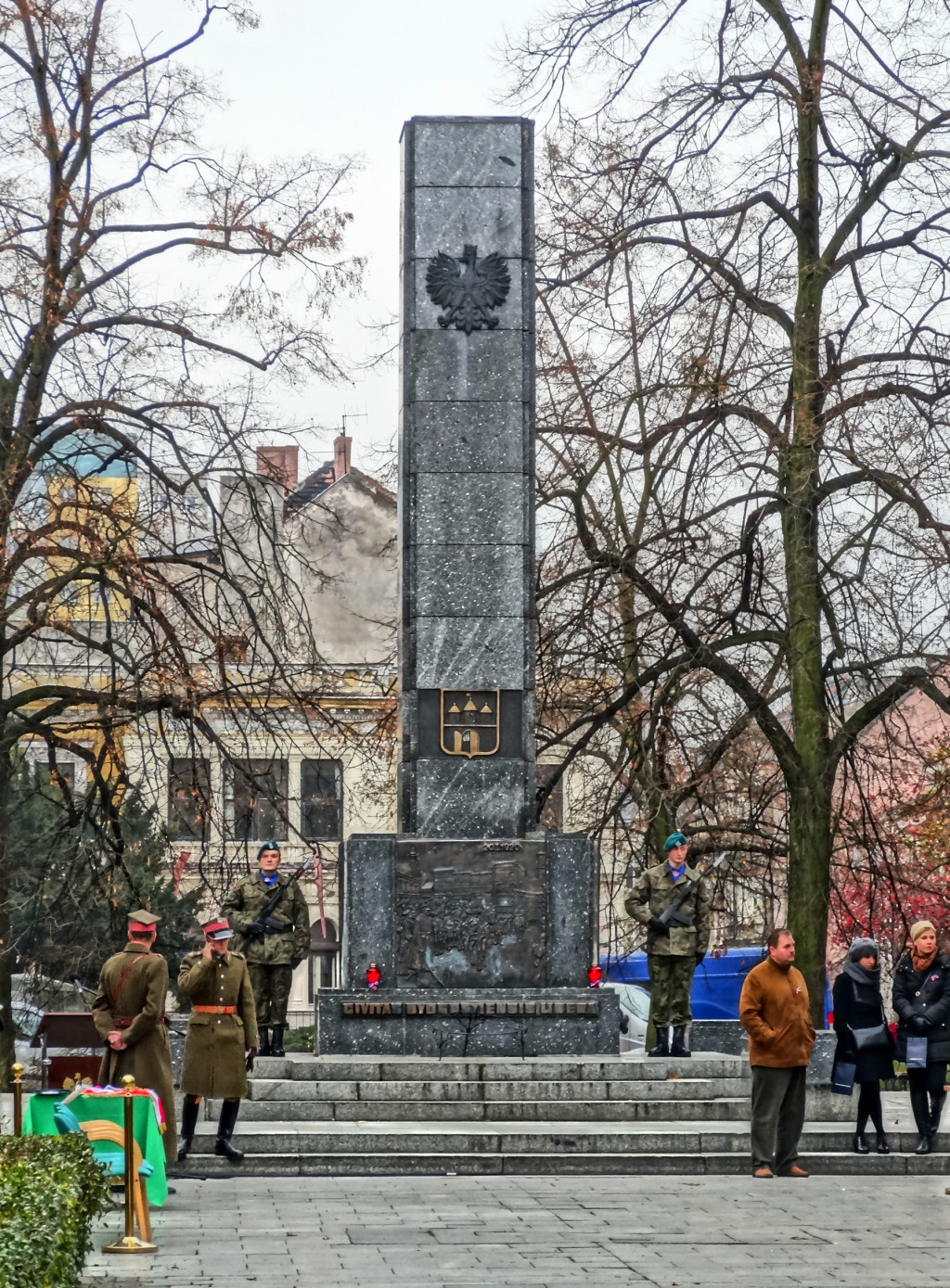
Pomnik Wolności
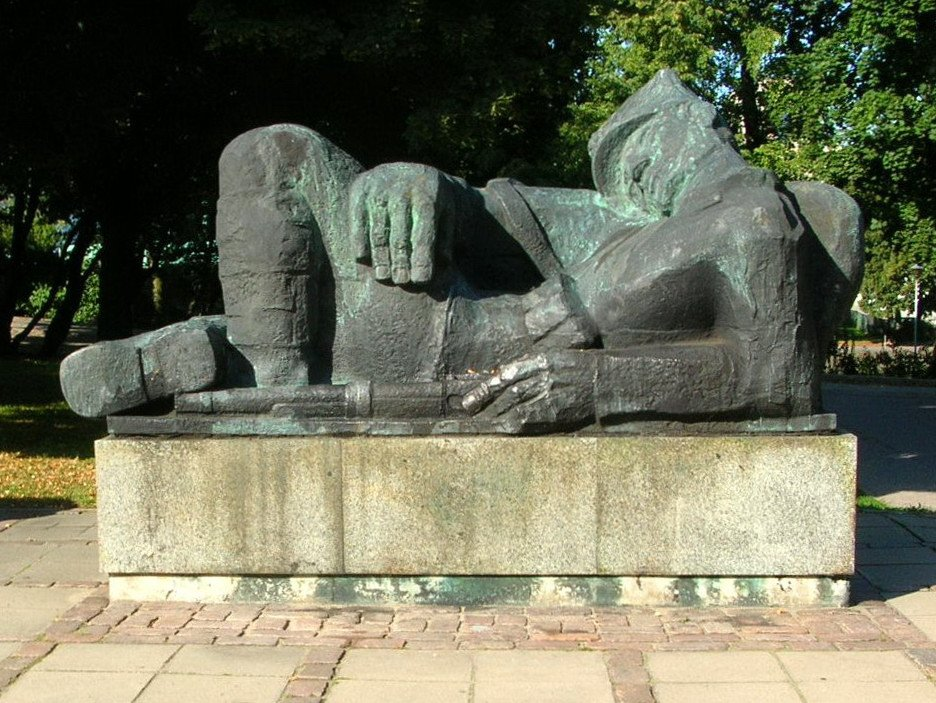
Pomnik Nieznanego Powstańca Wielkopolskiego
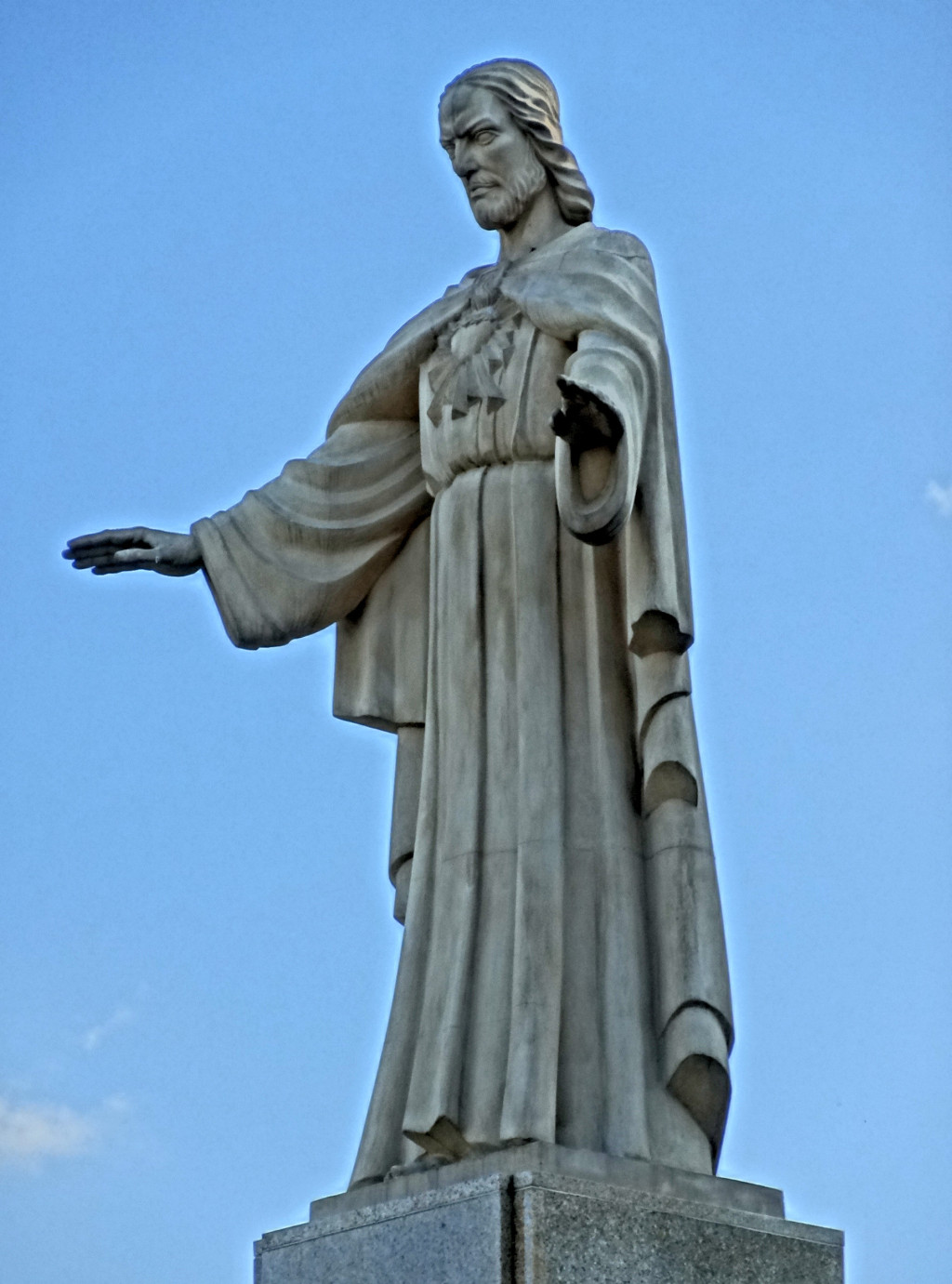
Pomnik Najświętszego Serca Jezusa
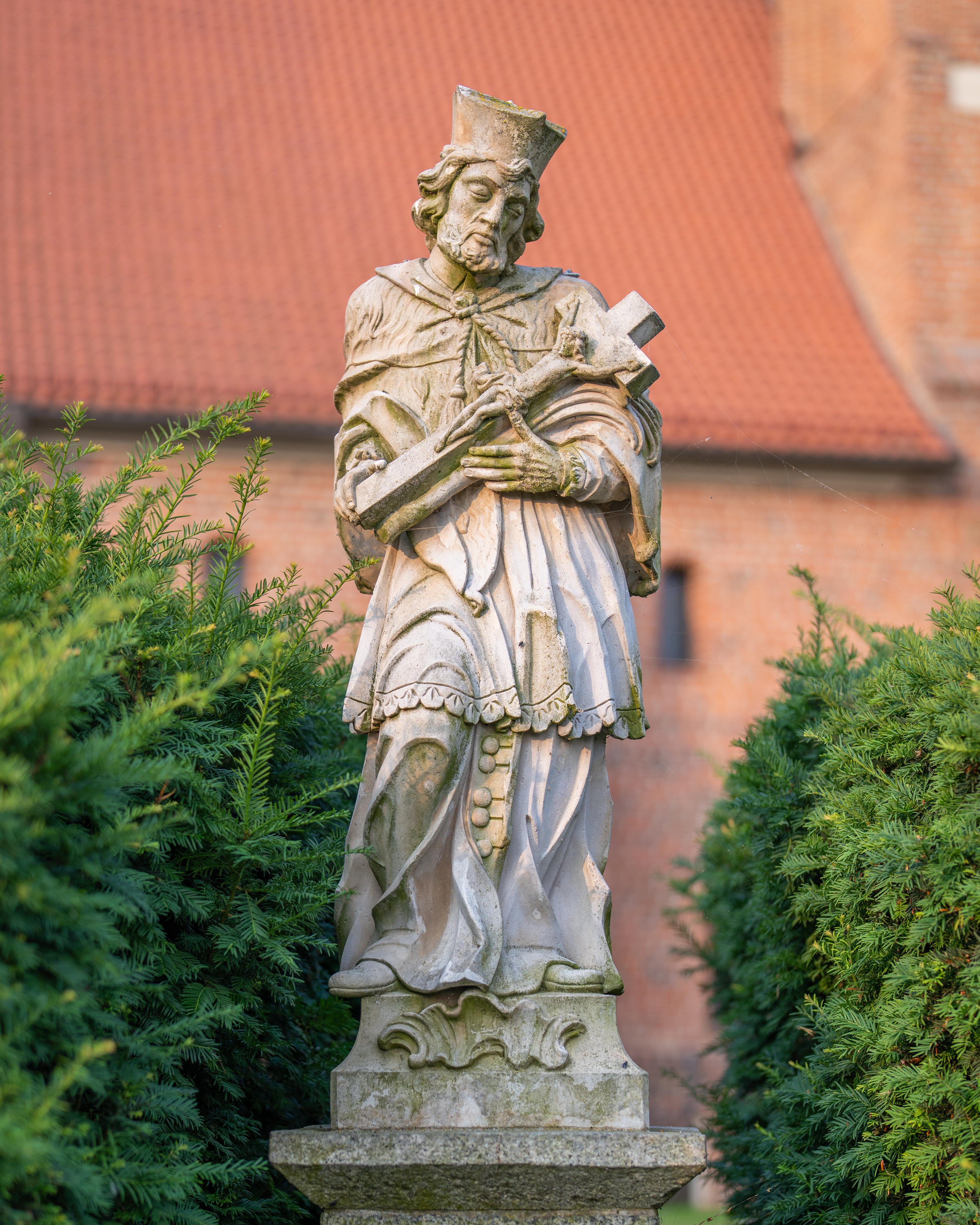
Rzeźba św. Jana Nepomucena – jedna z najstarszych w Polsce północnej
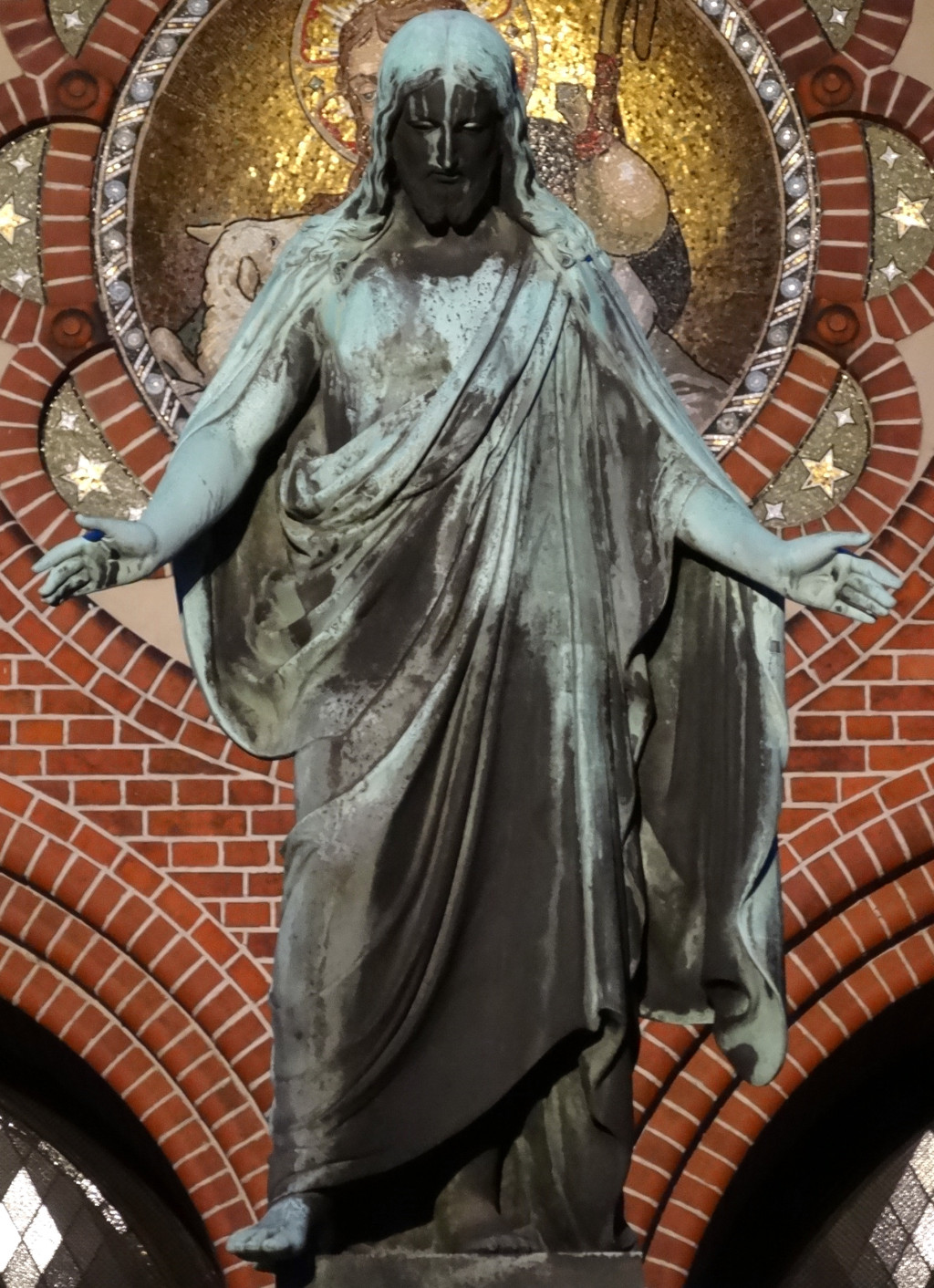
Chrystus Zbawiciel – kopia dzieła Bertela Thorvaldsena z Kopenhagi
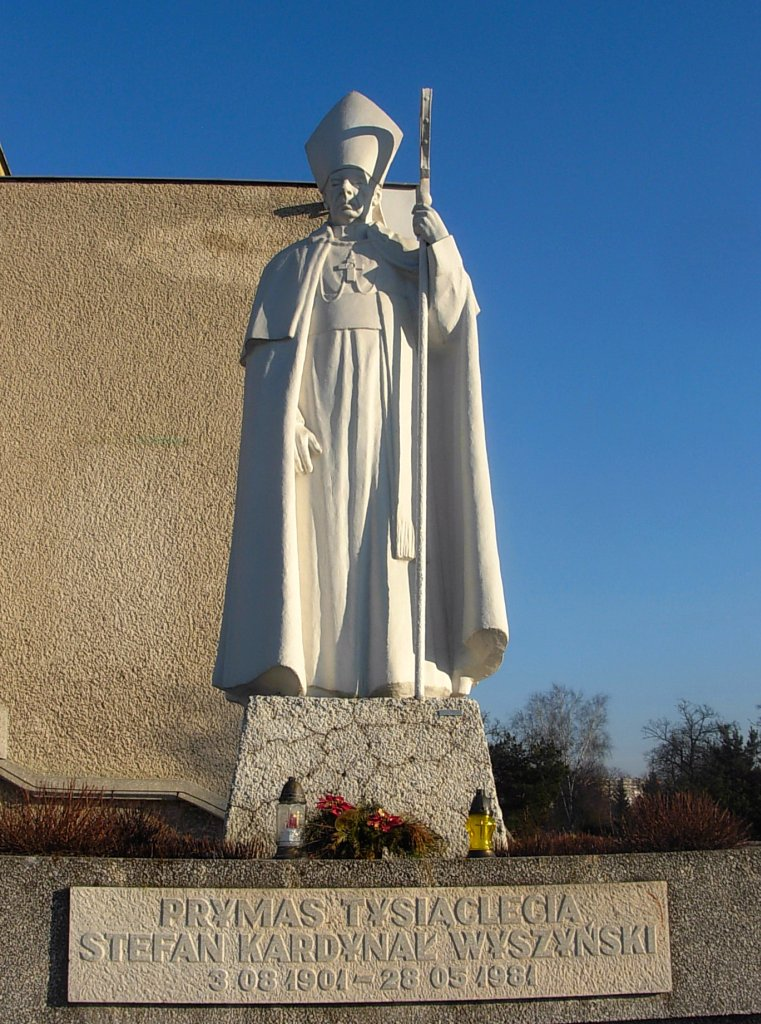
Stefan Wyszyński
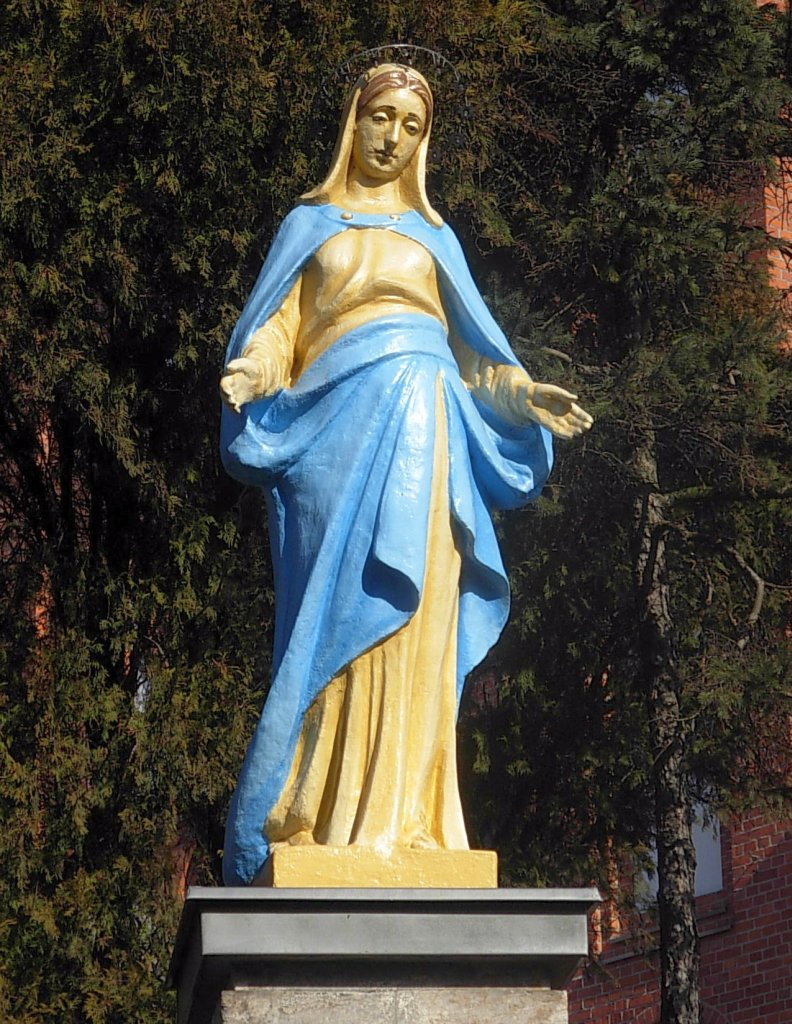
Najświętsza Maria Panna Niepokalane Poczęcie
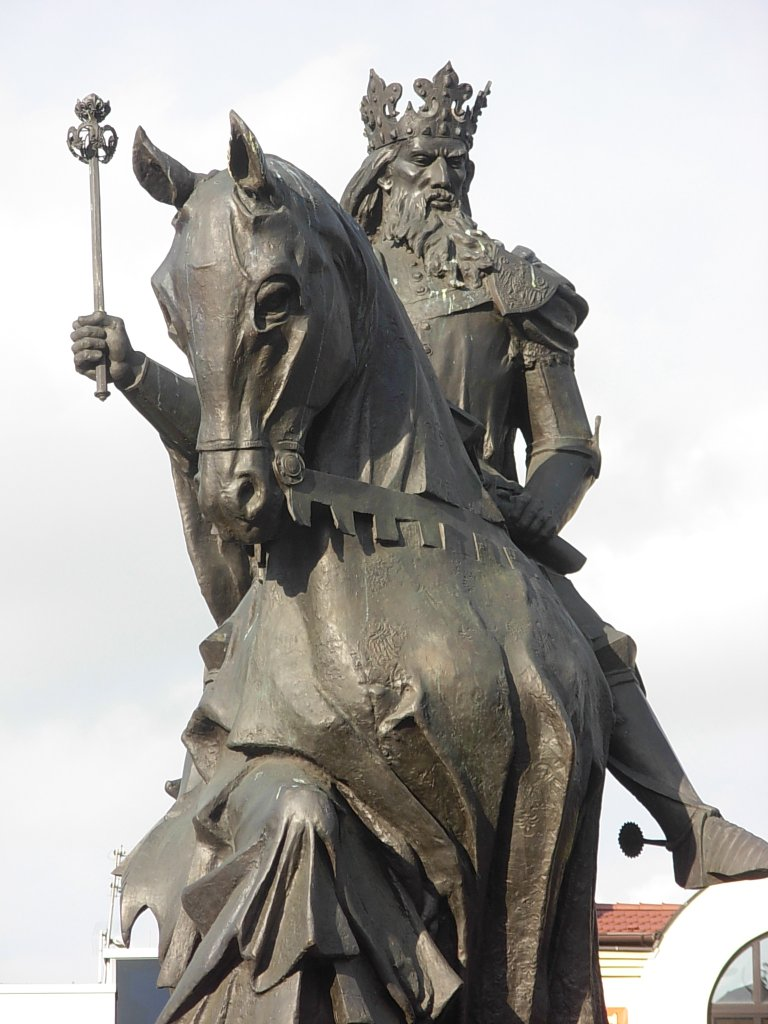
Kazimierz Wielki
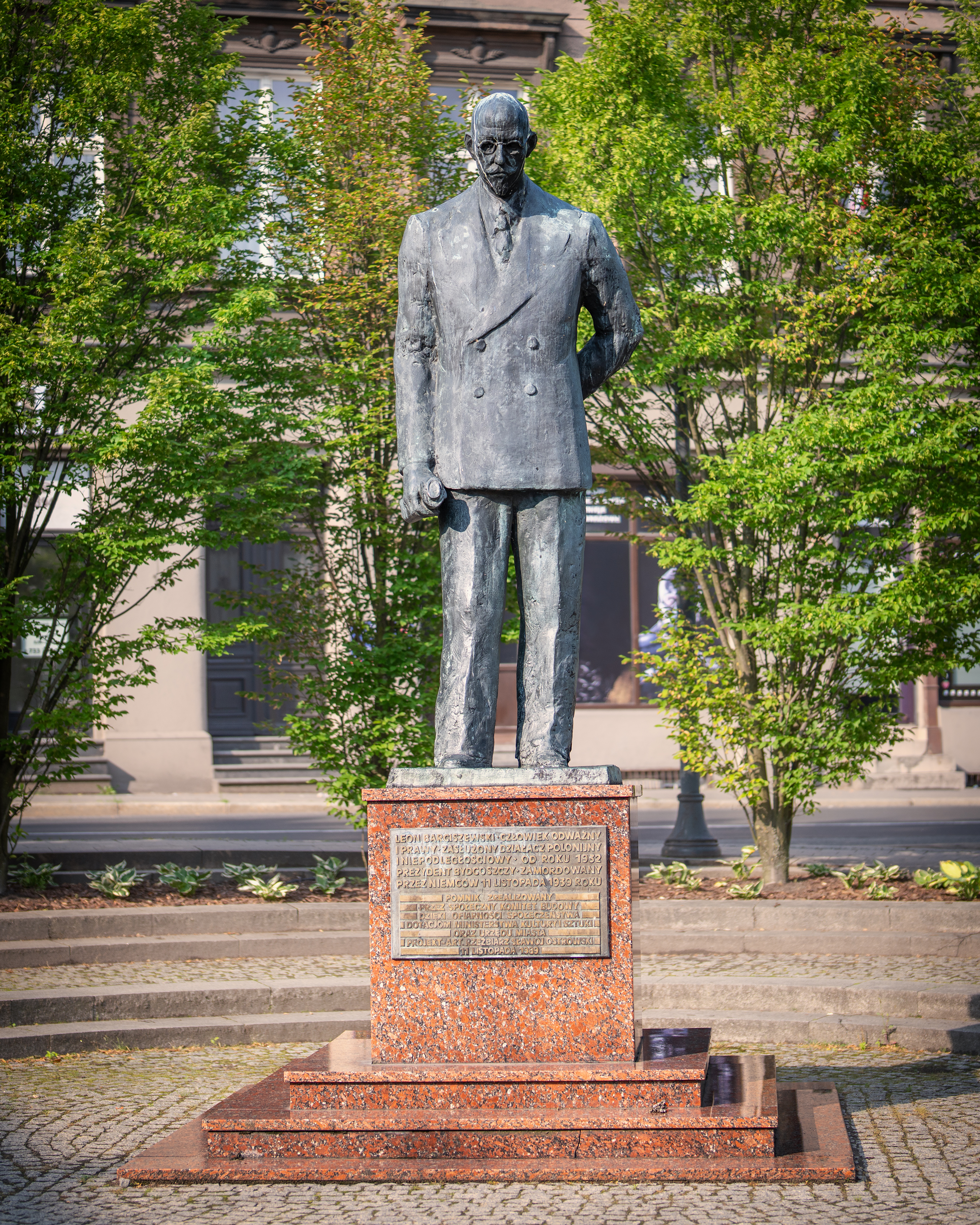
Leon Barciszewski
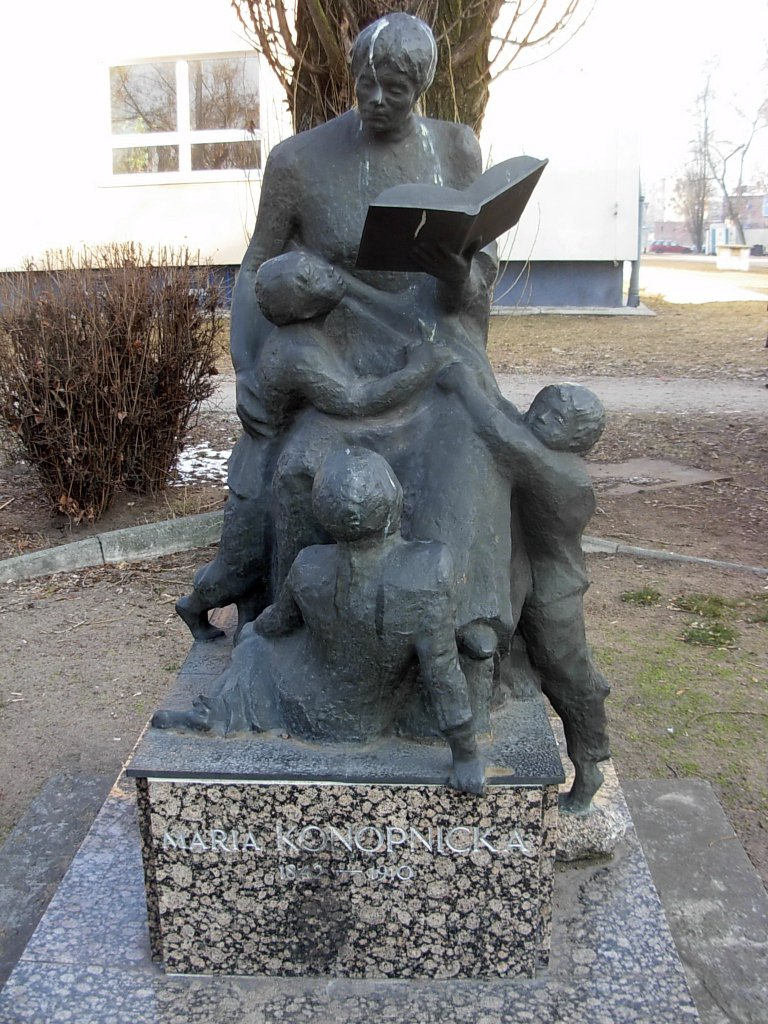
Maria Konopnicka
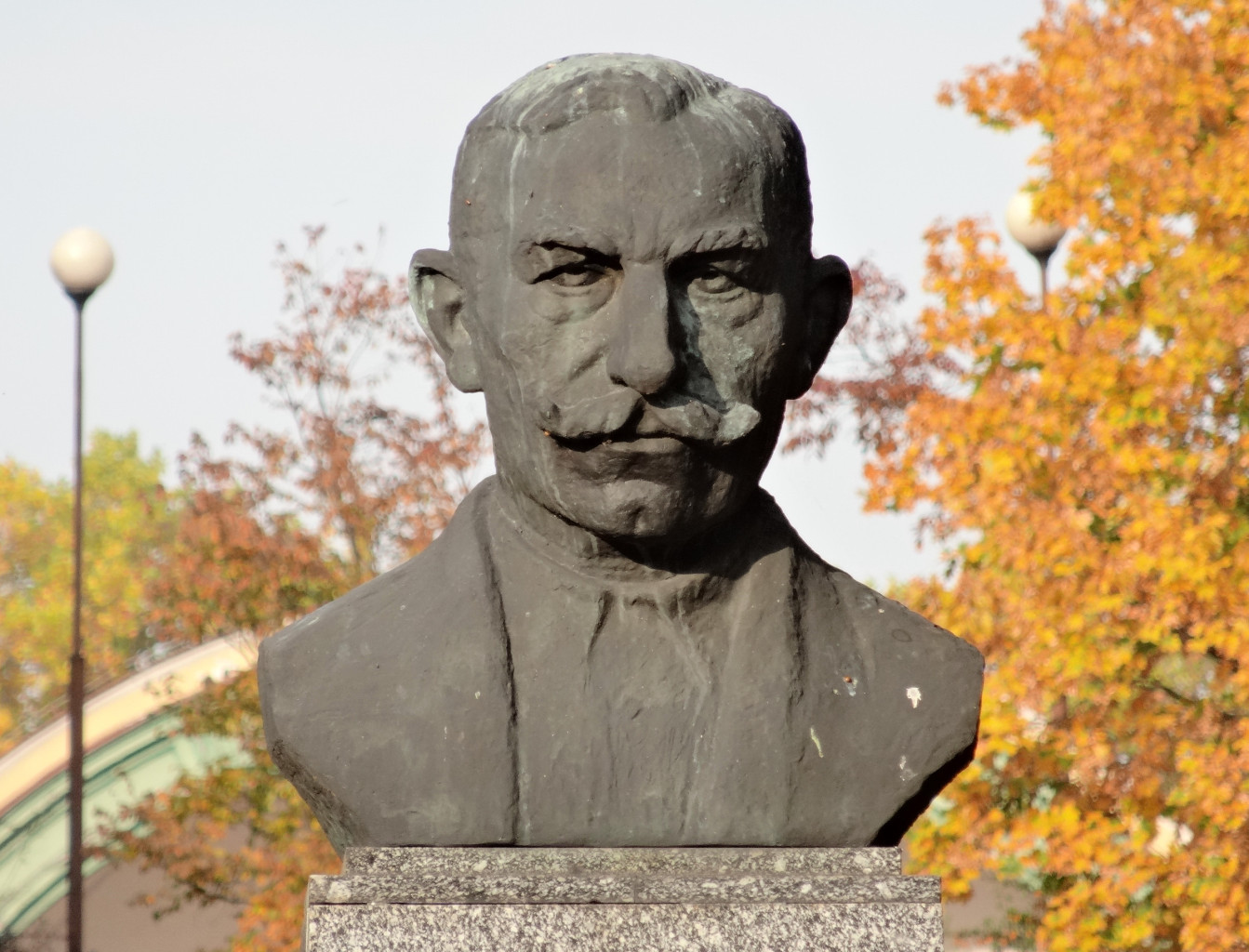
Wincenty Witos
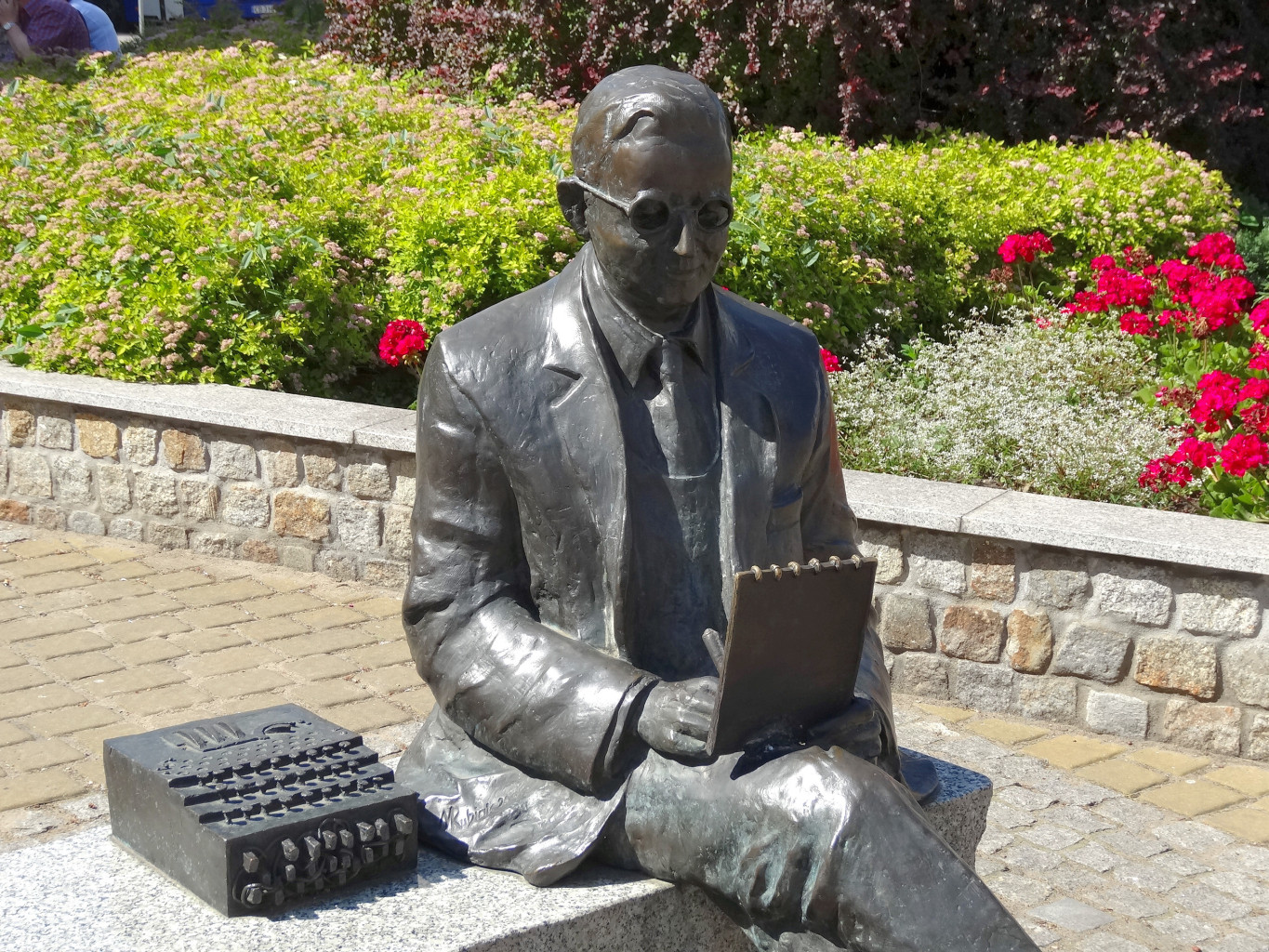
Ławeczka Mariana Rejewskiego
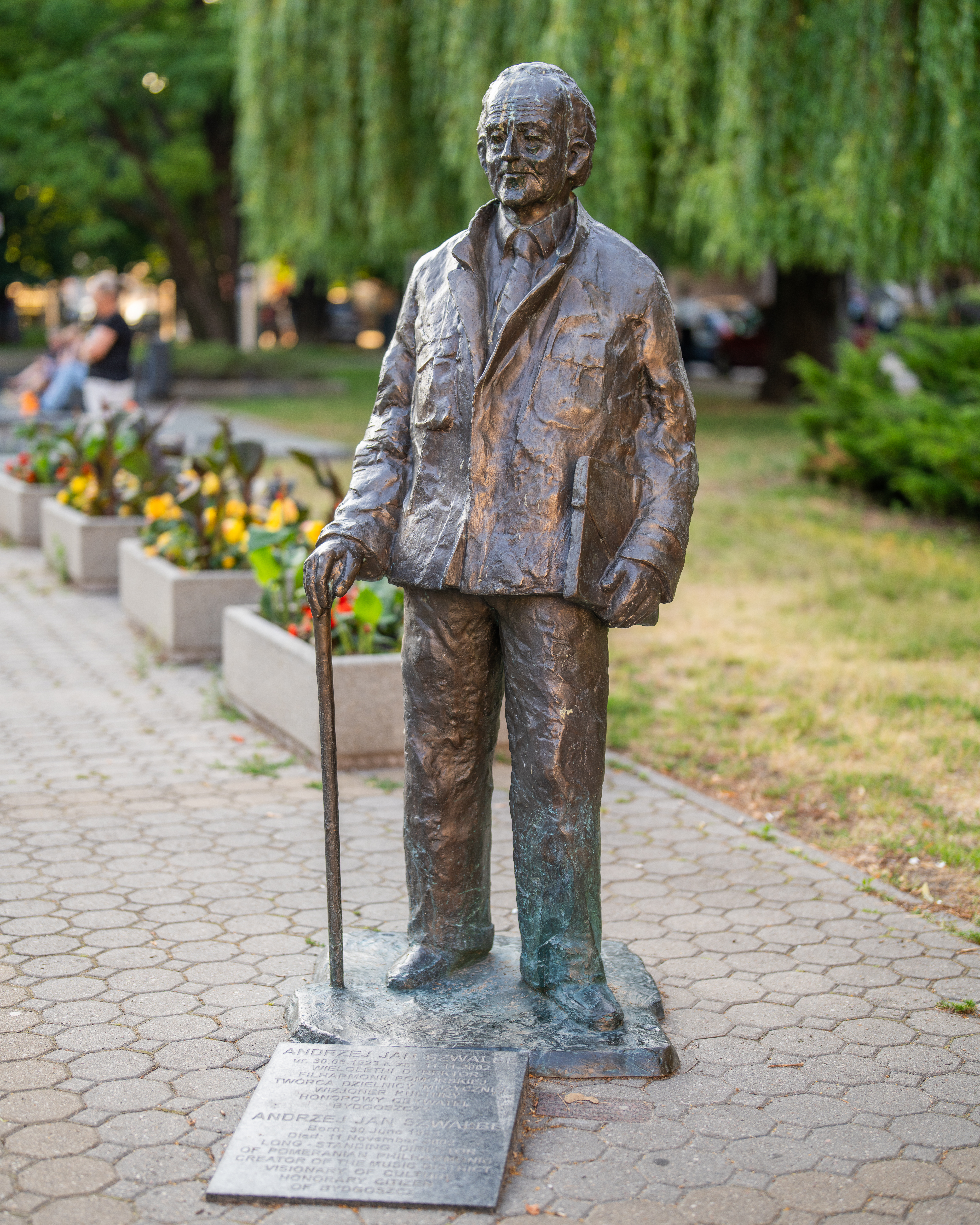
Andrzej Szwalbe przed filharmonią
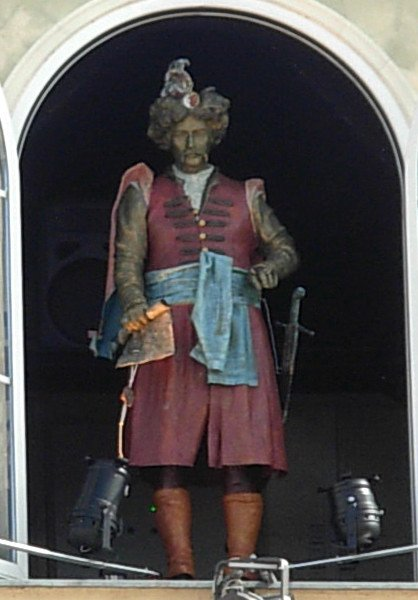
Postać Pana Twardowskiego
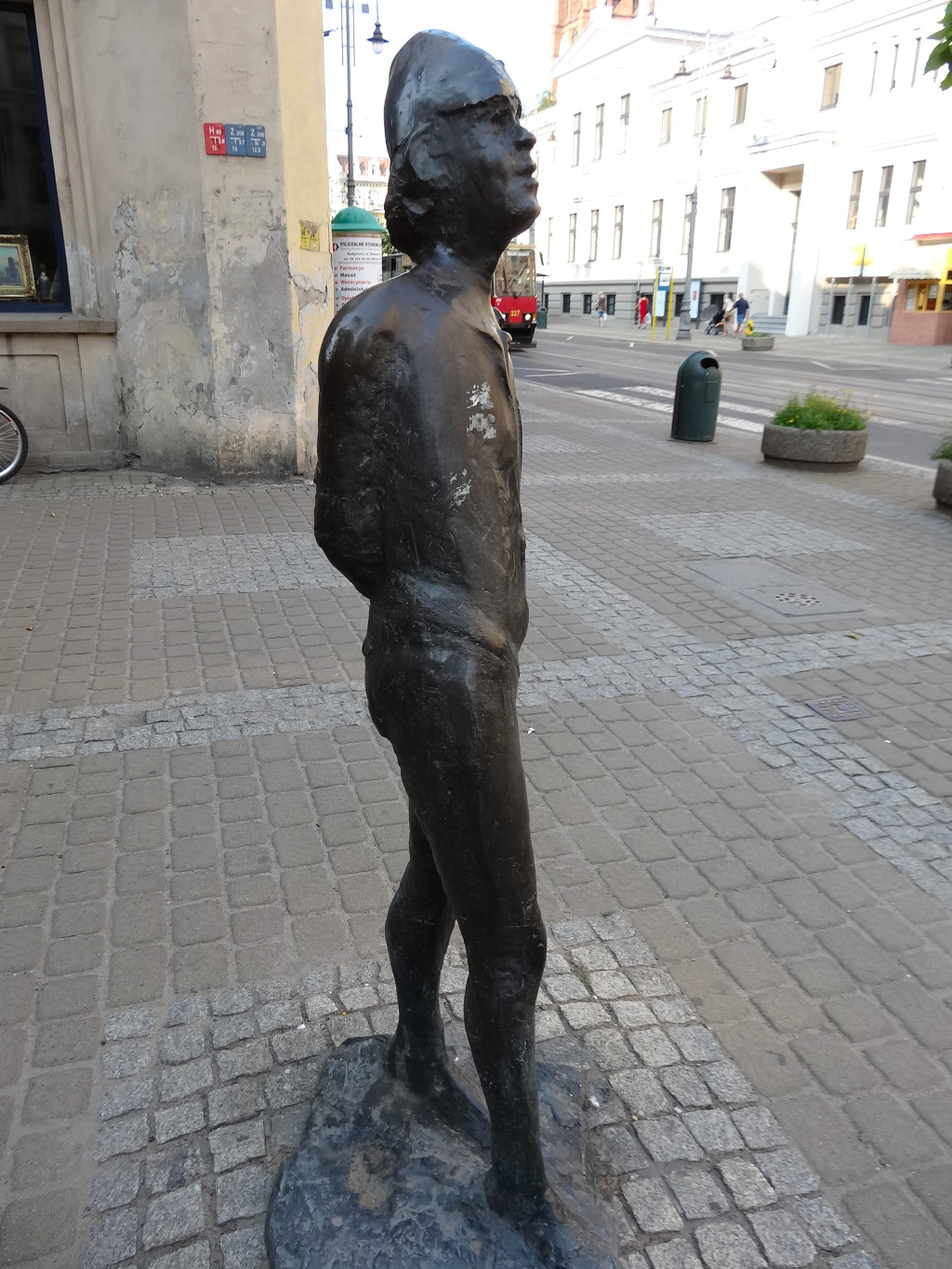
„Wędrowiec” przyglądający się hotelowi „Pod Orłem”
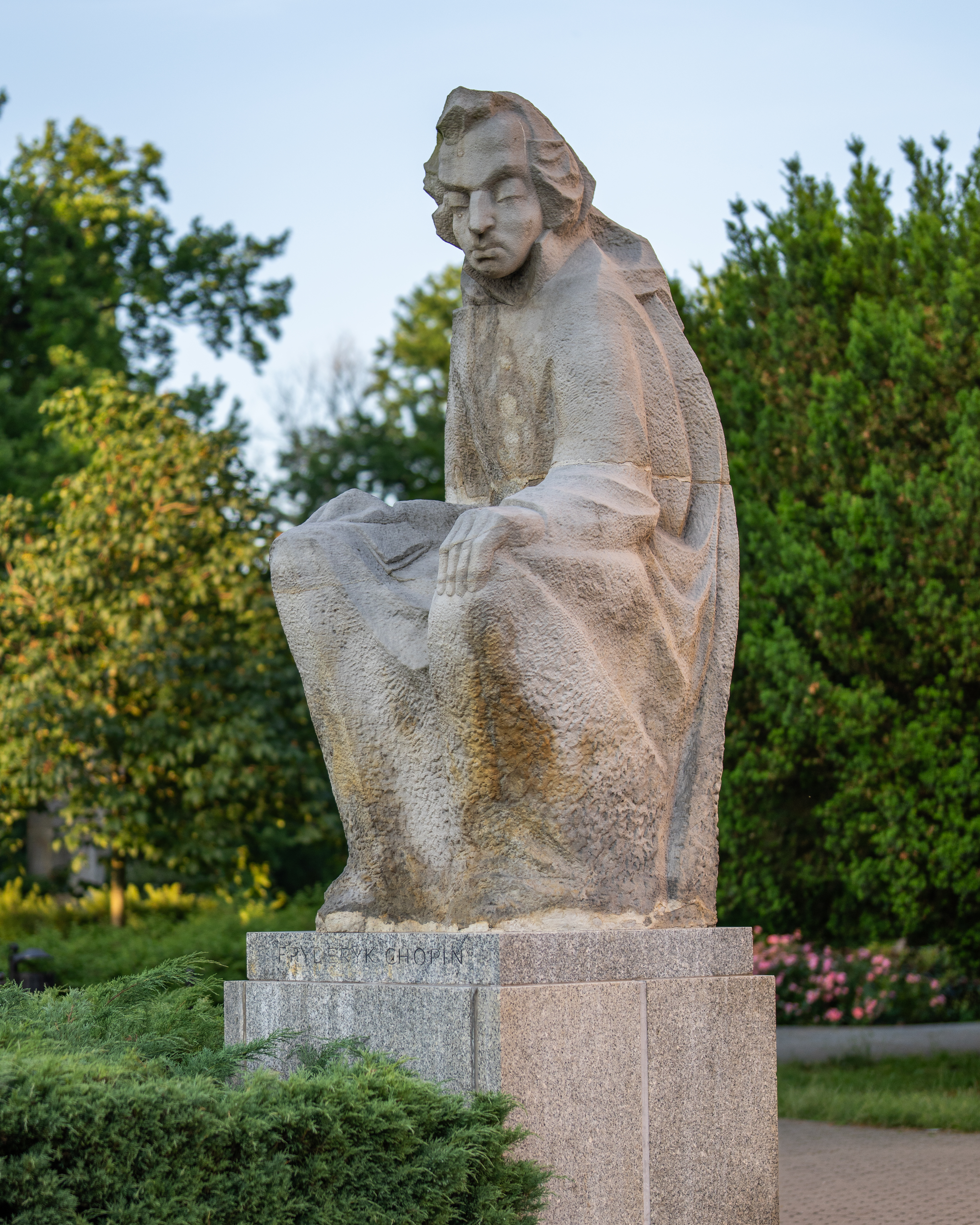
Fryderyk Chopin
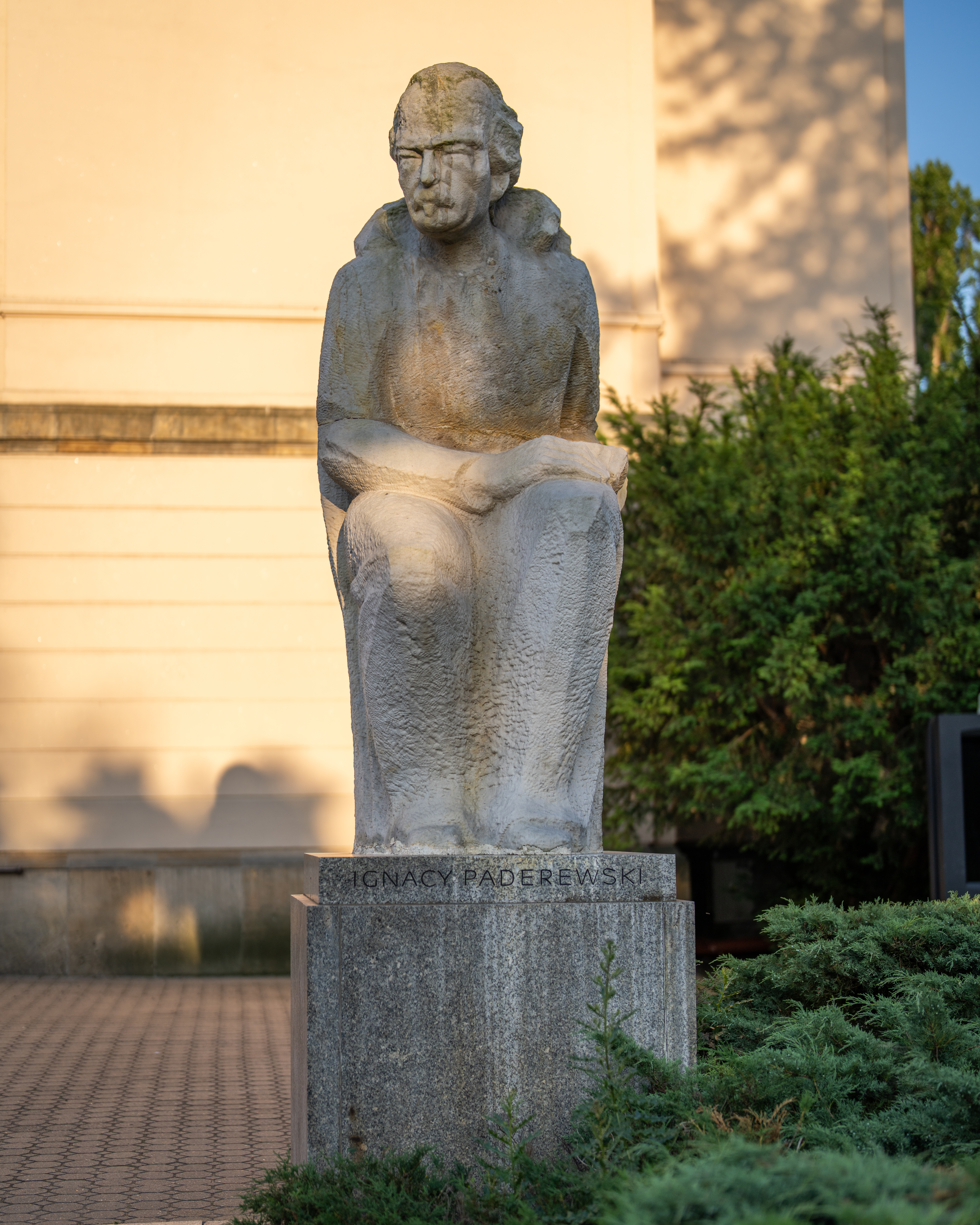
Ignacy Jan Paderewski
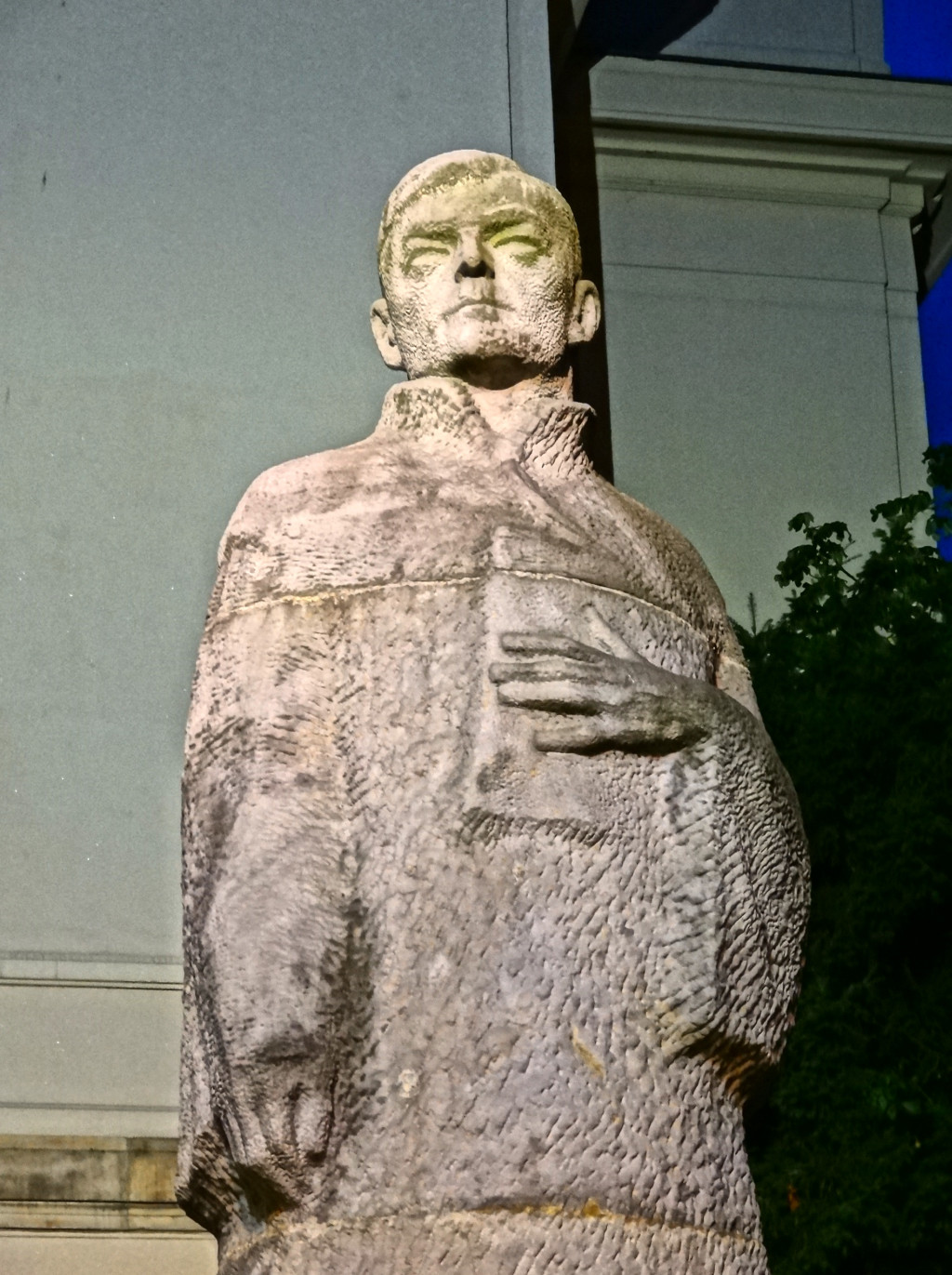
Karol Szymanowski
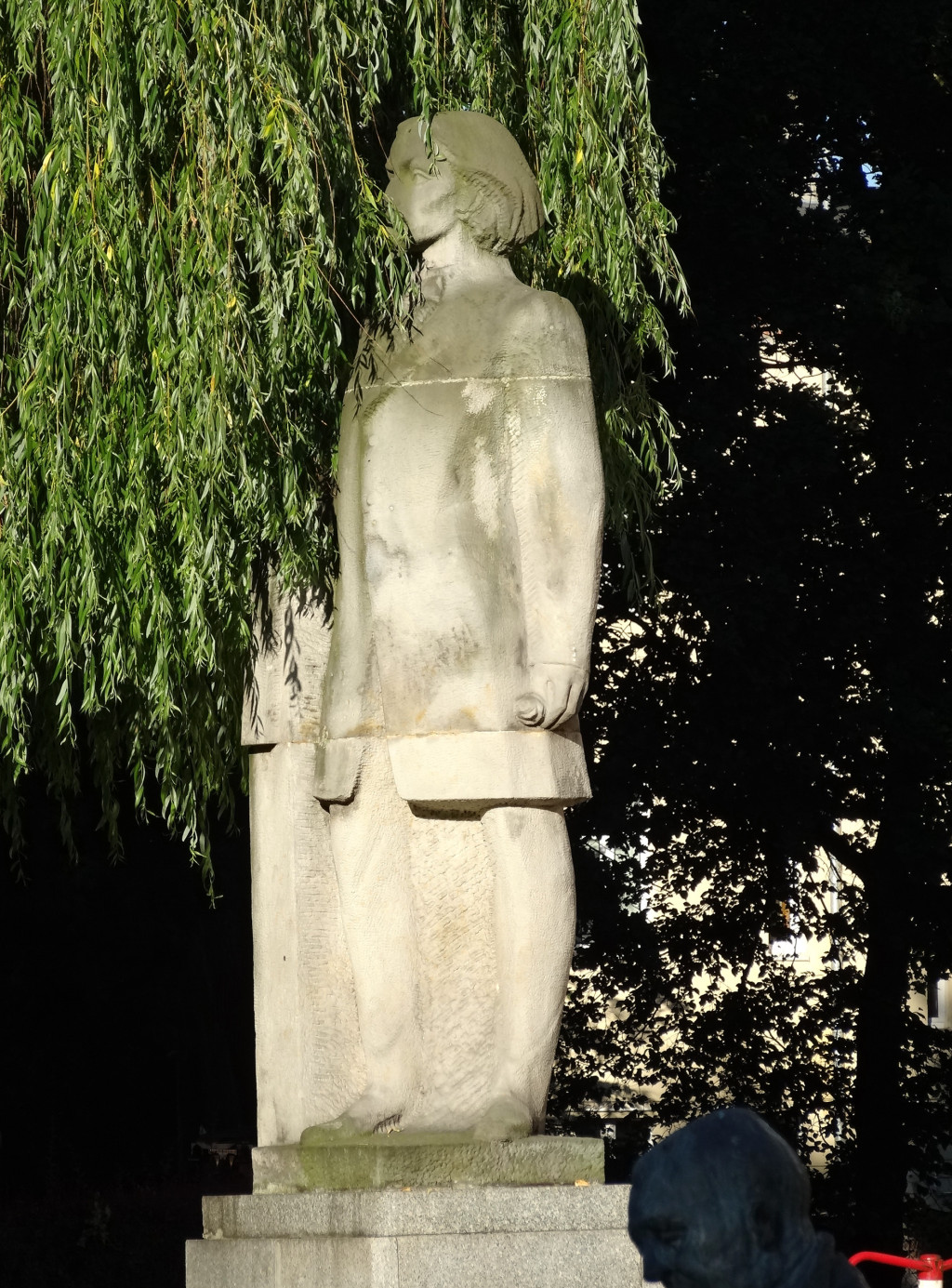
Henryk Wieniawski
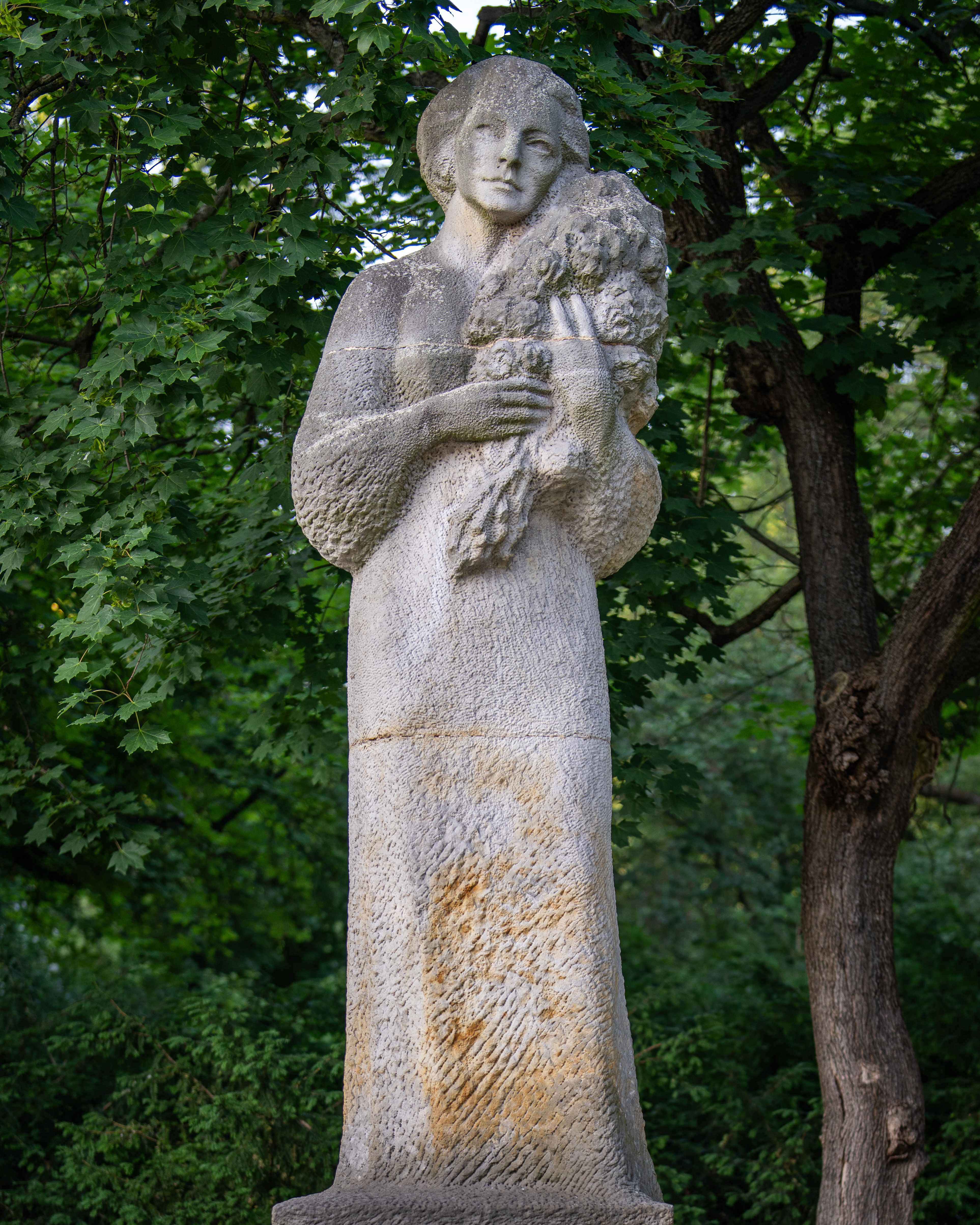
Grażyna Bacewicz
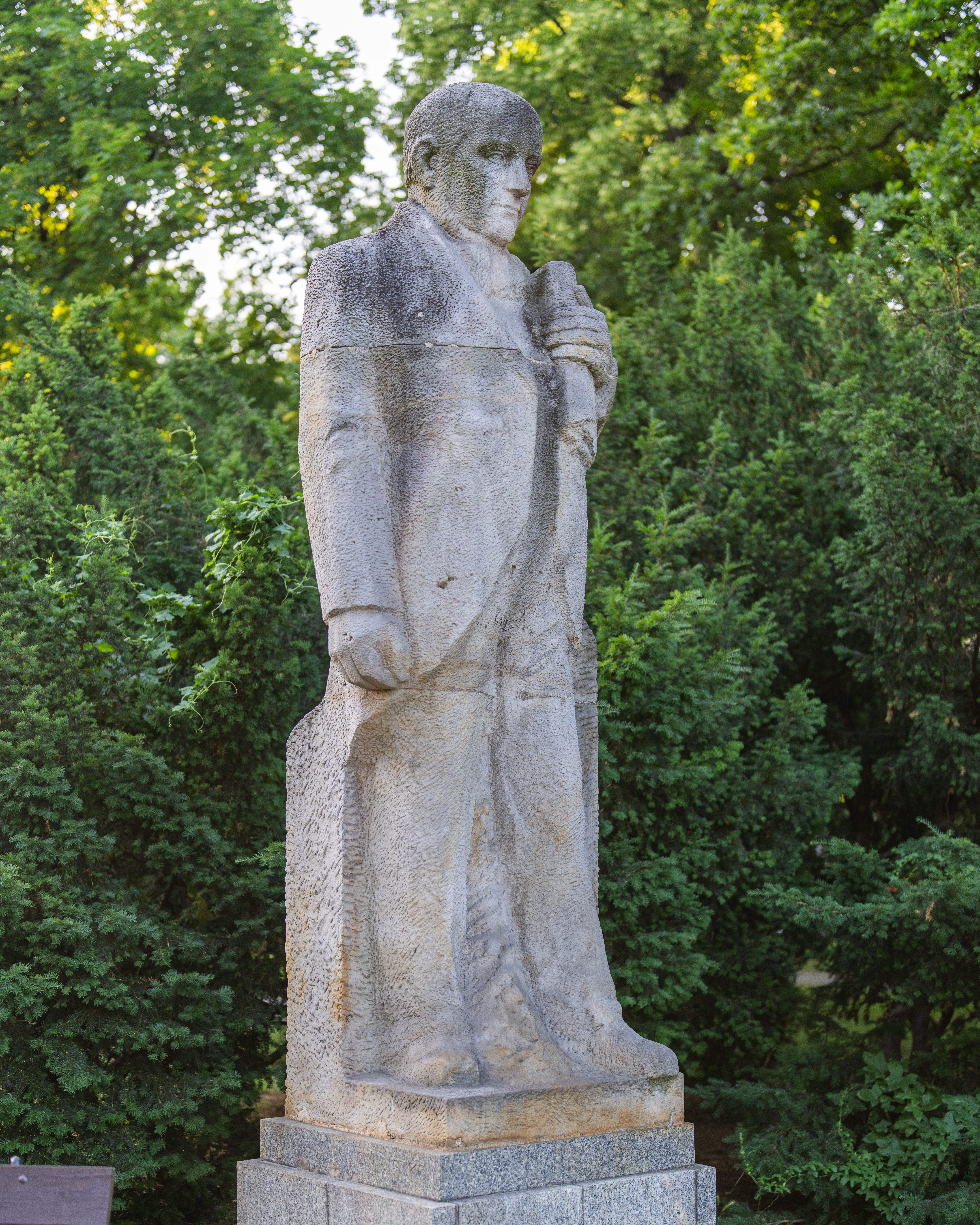
Stanisław Moniuszko
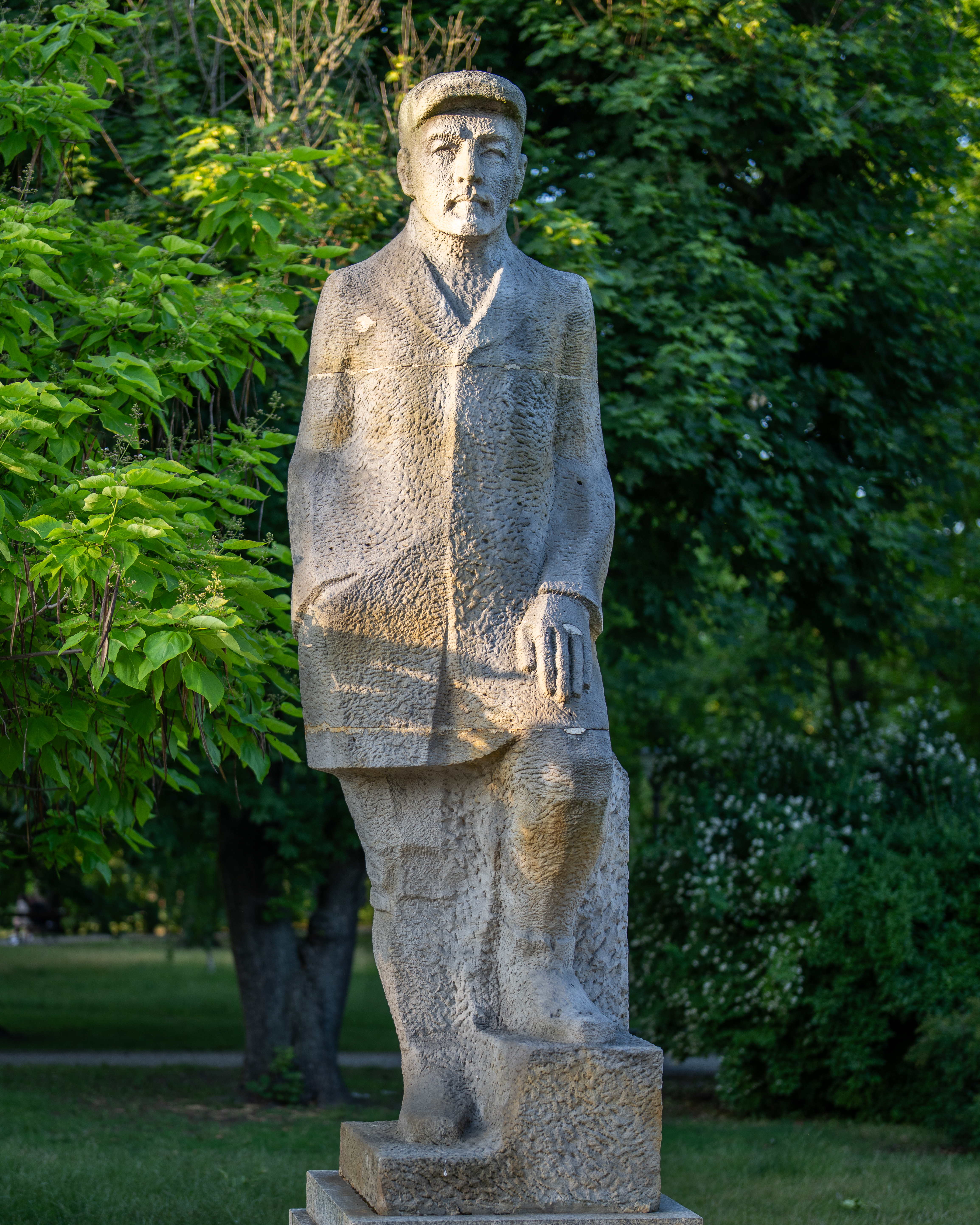
Mieczysław Karłowicz
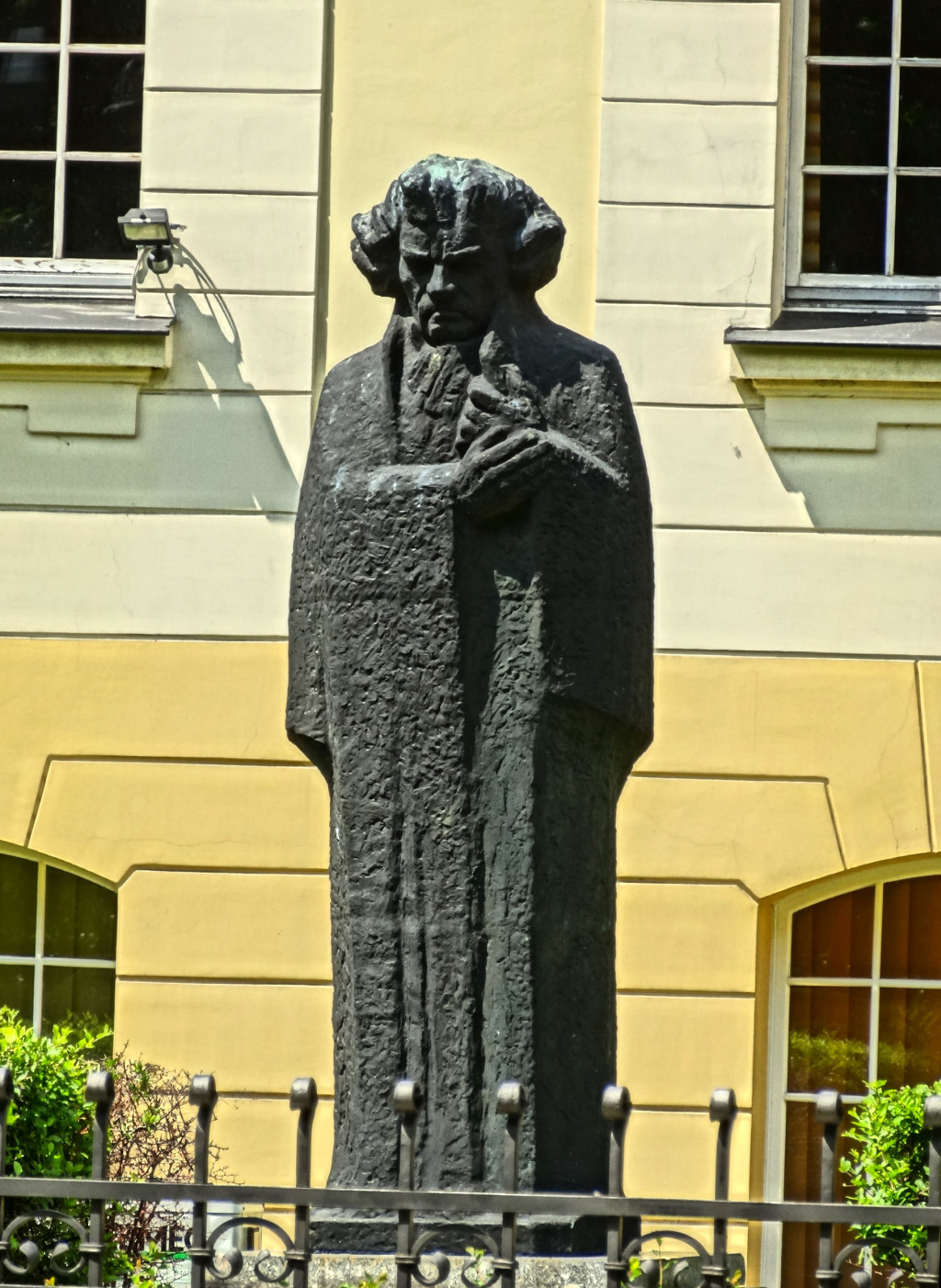
Ludwig van Beethoven
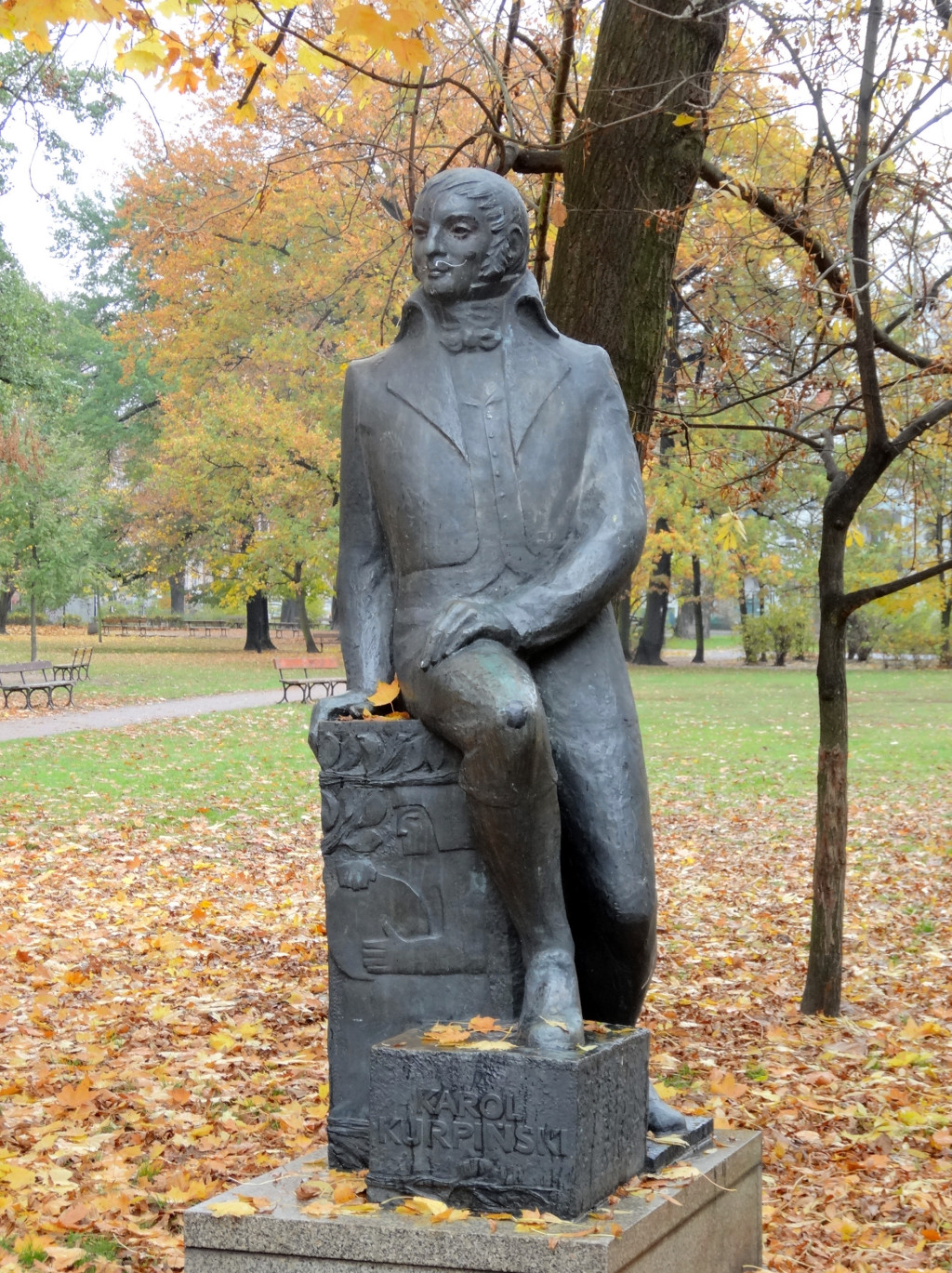
Karol Kurpiński
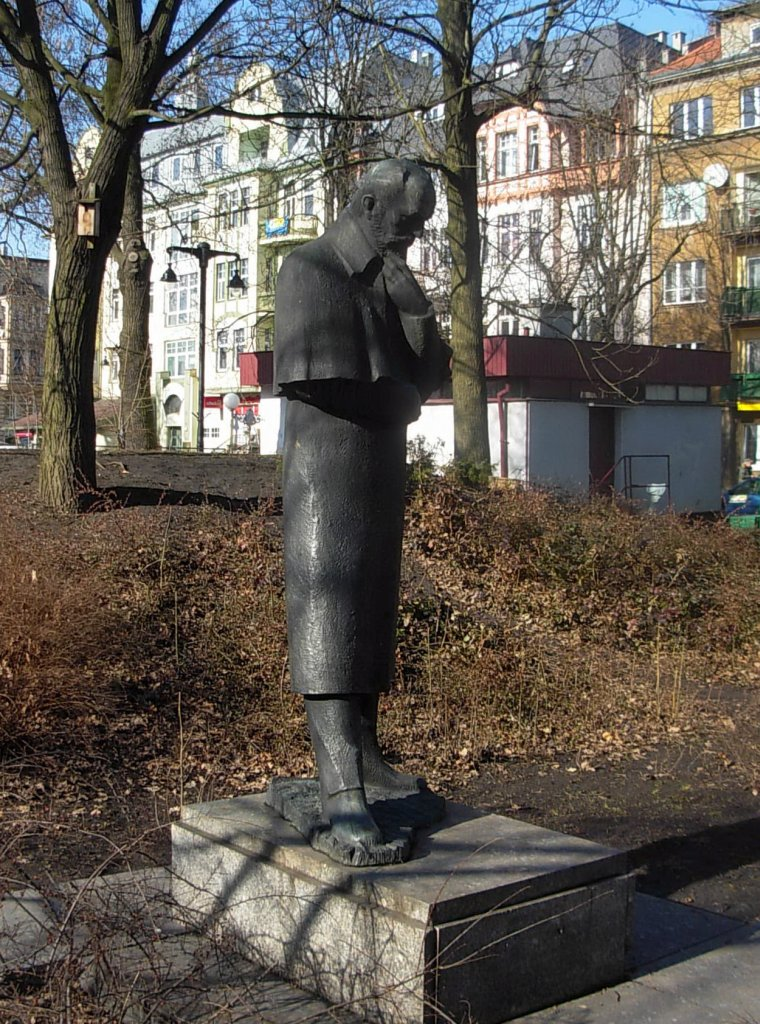
Piotr Czajkowski
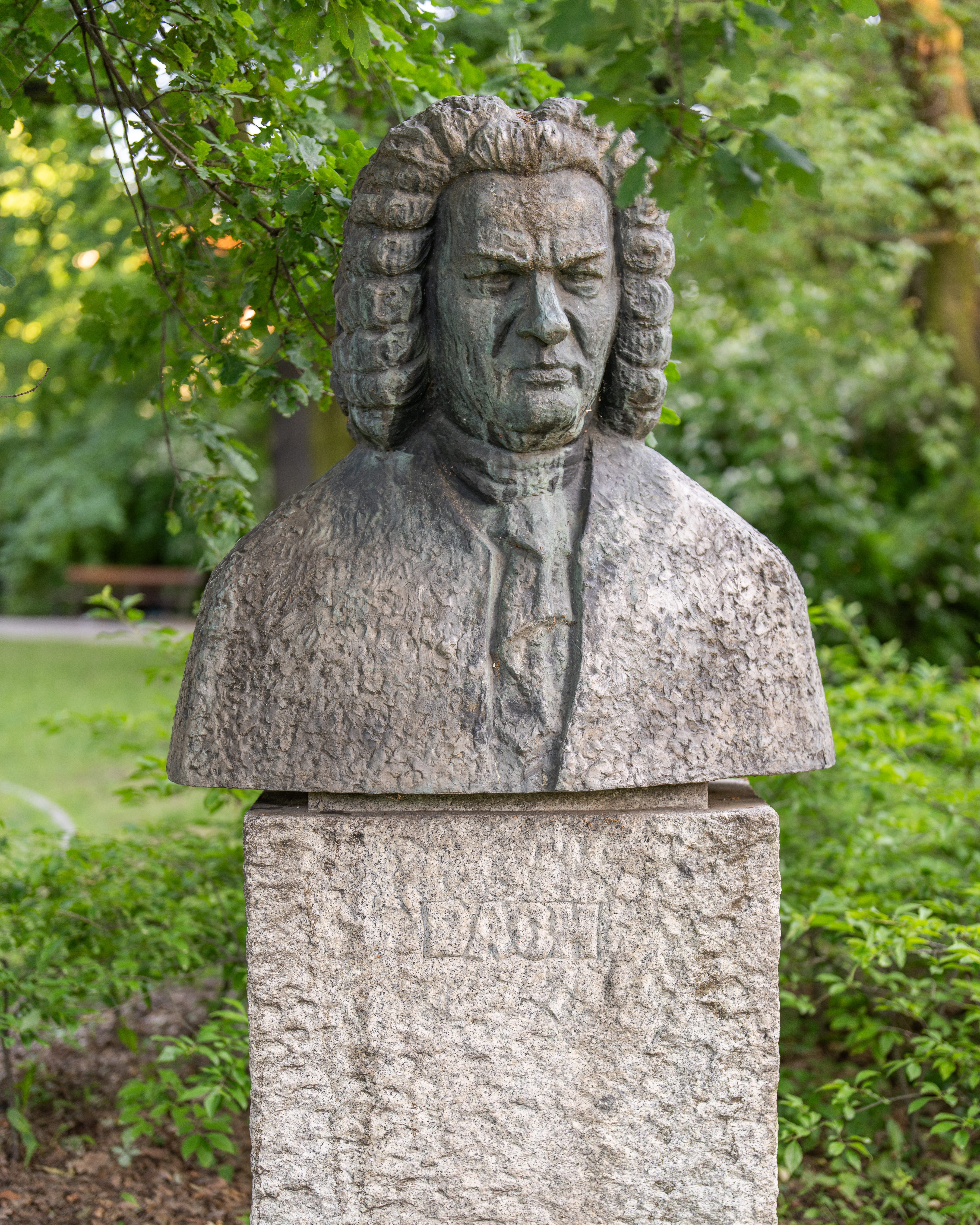
Johann Sebastian Bach
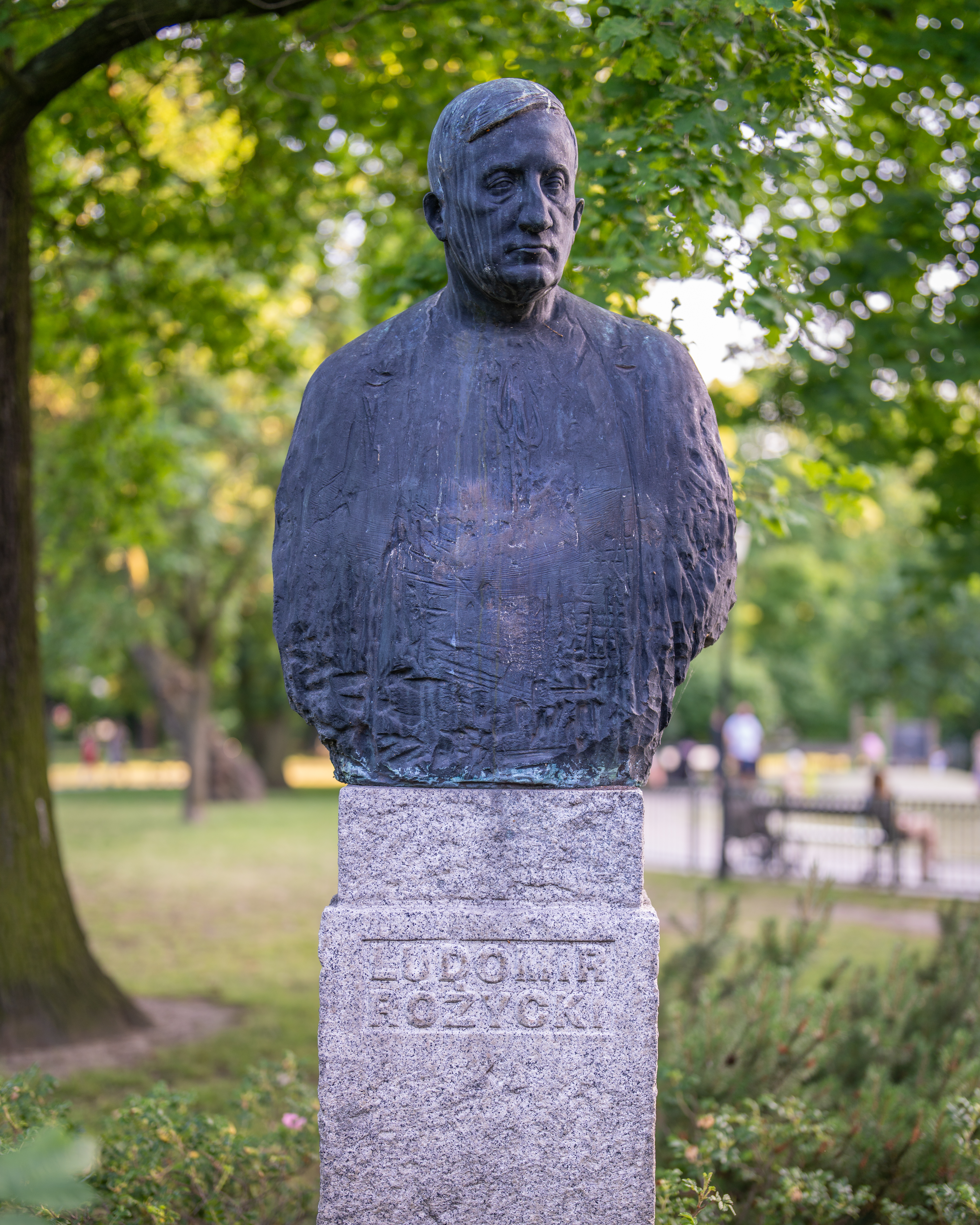
Ludomir Różycki
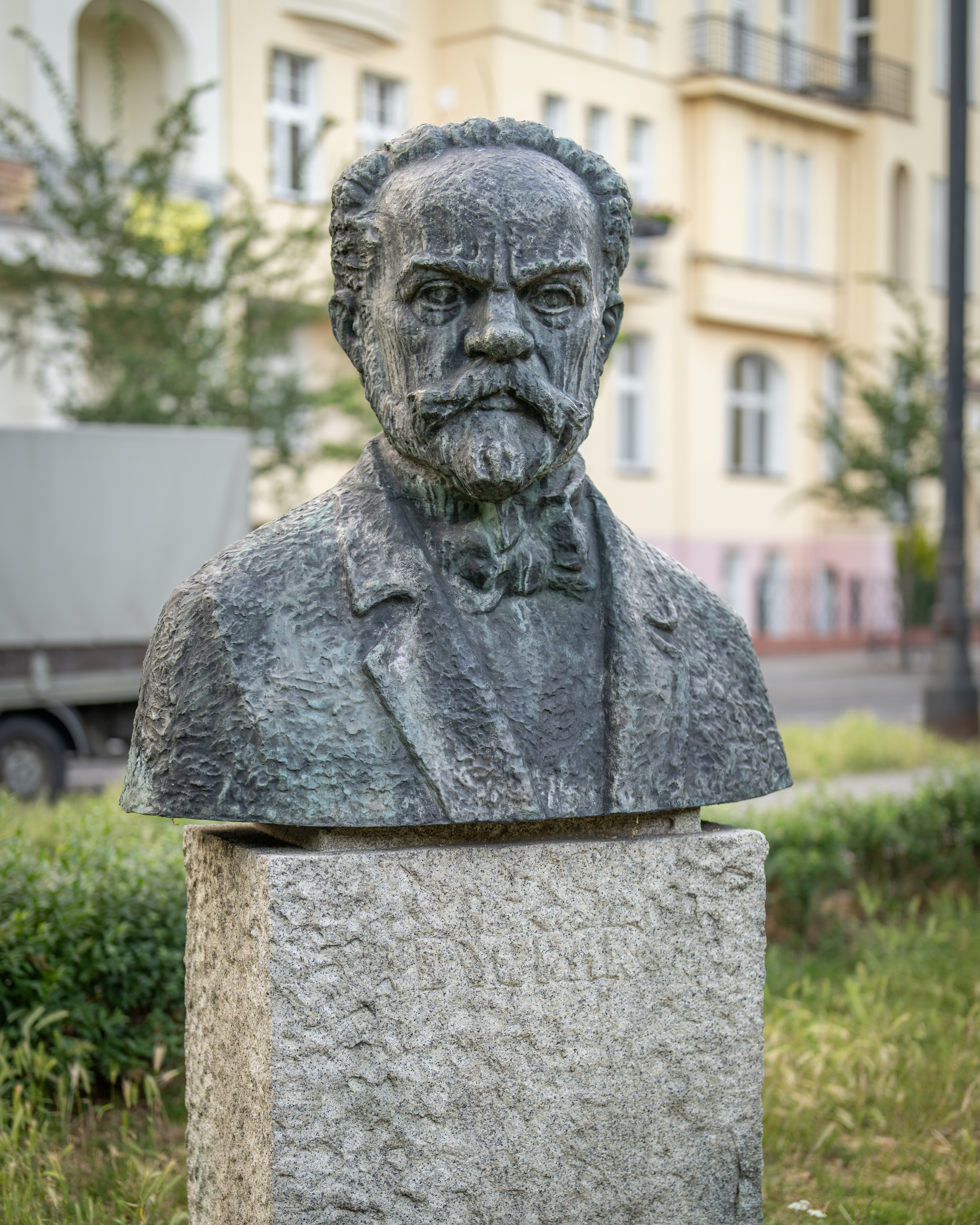
Antonín Dvořák
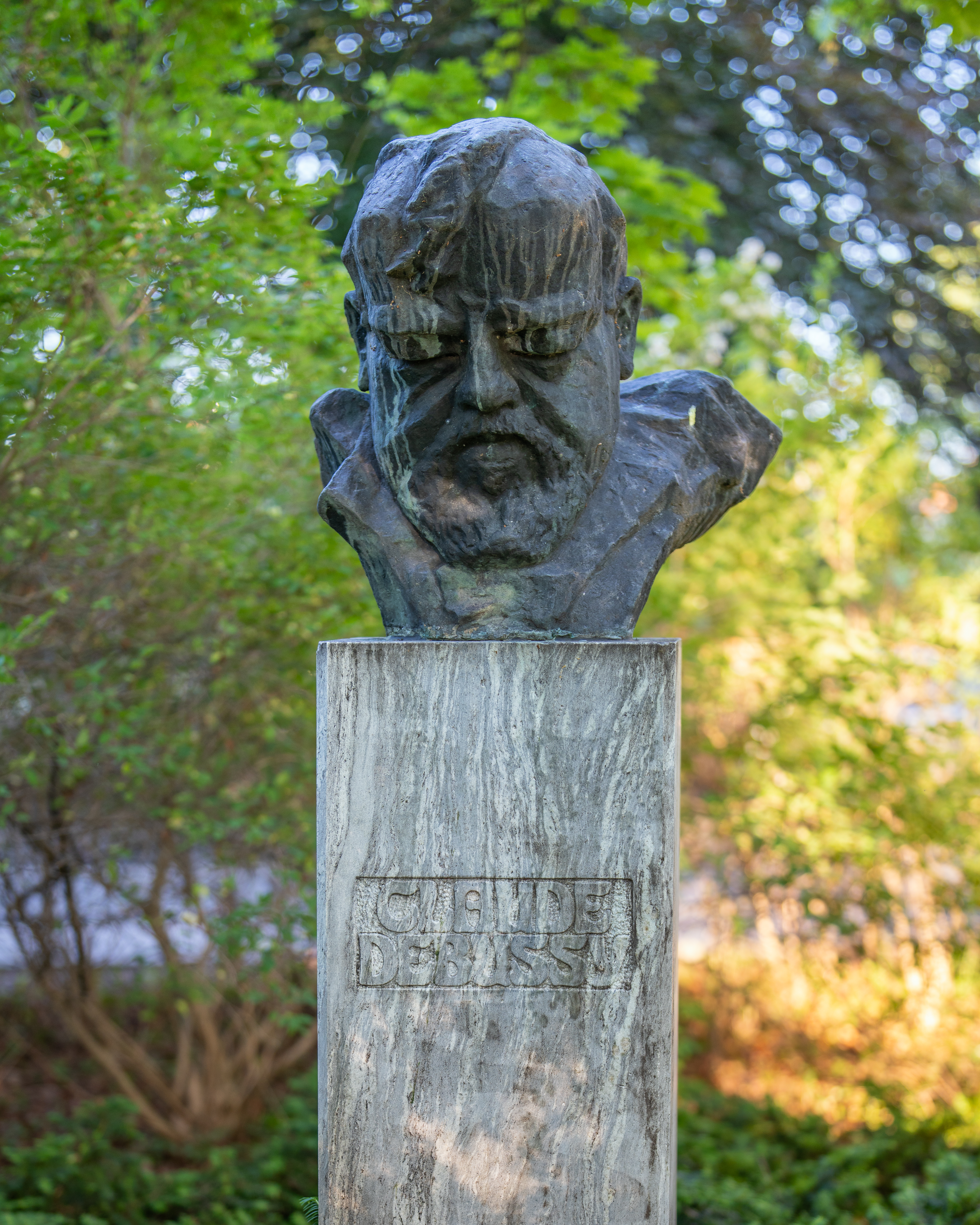
Claude Debussy
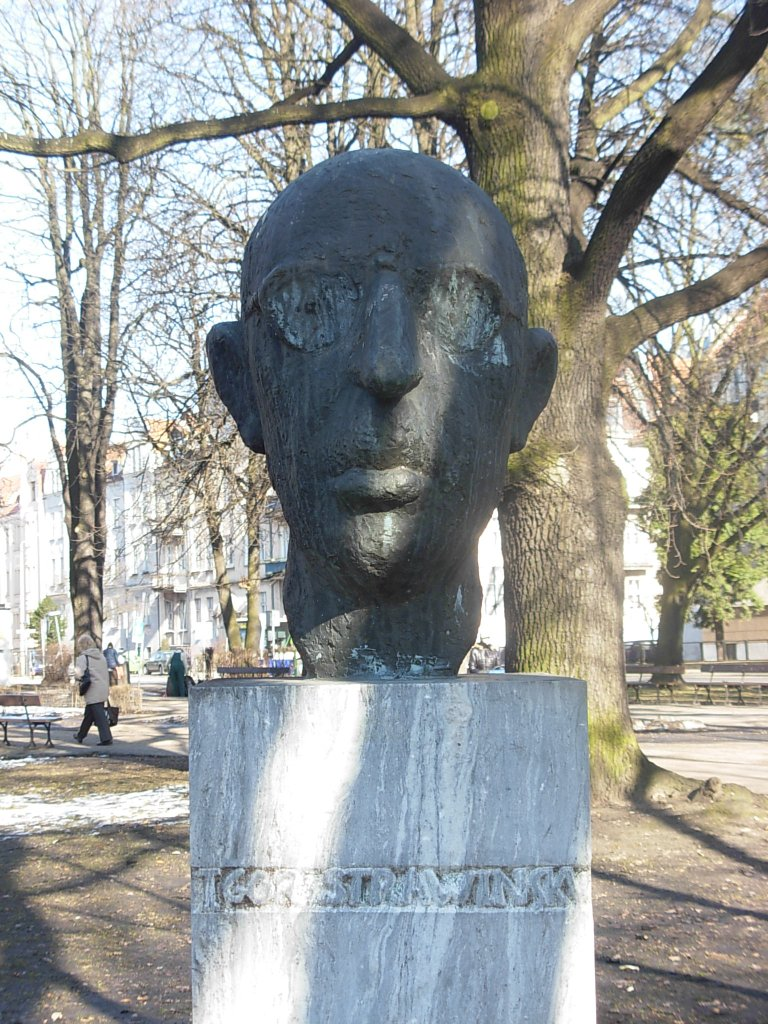
Igor Strawinski
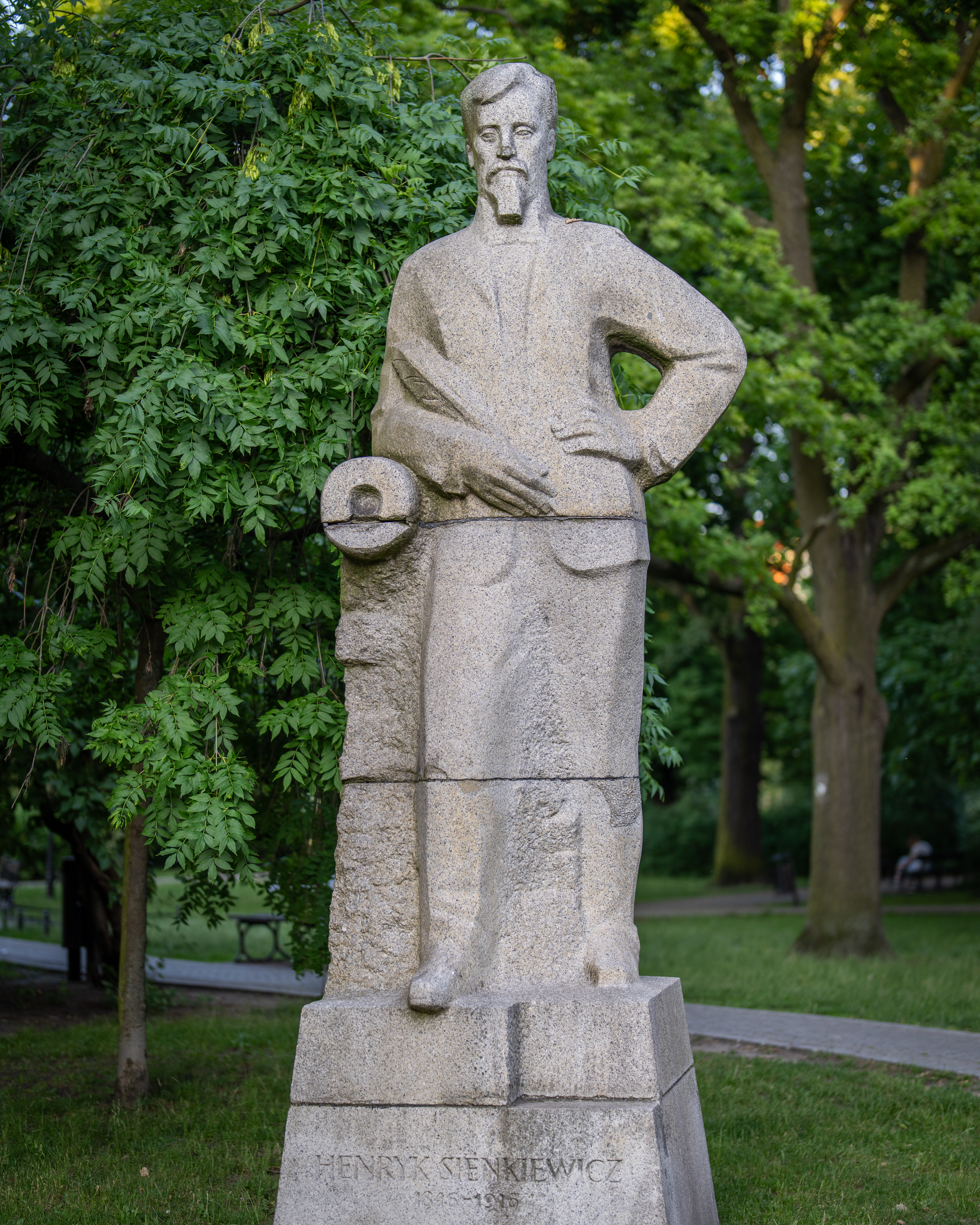
Henryk Sienkiewicz
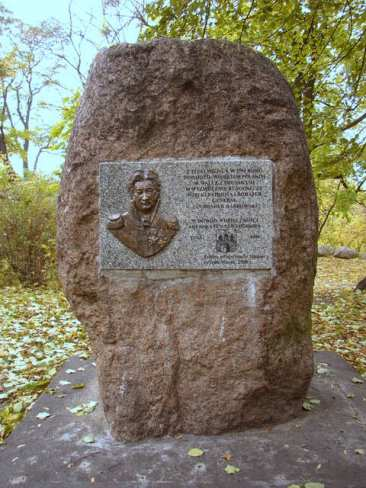
Obelisk gen. Jana Henryka Dąbrowskiego
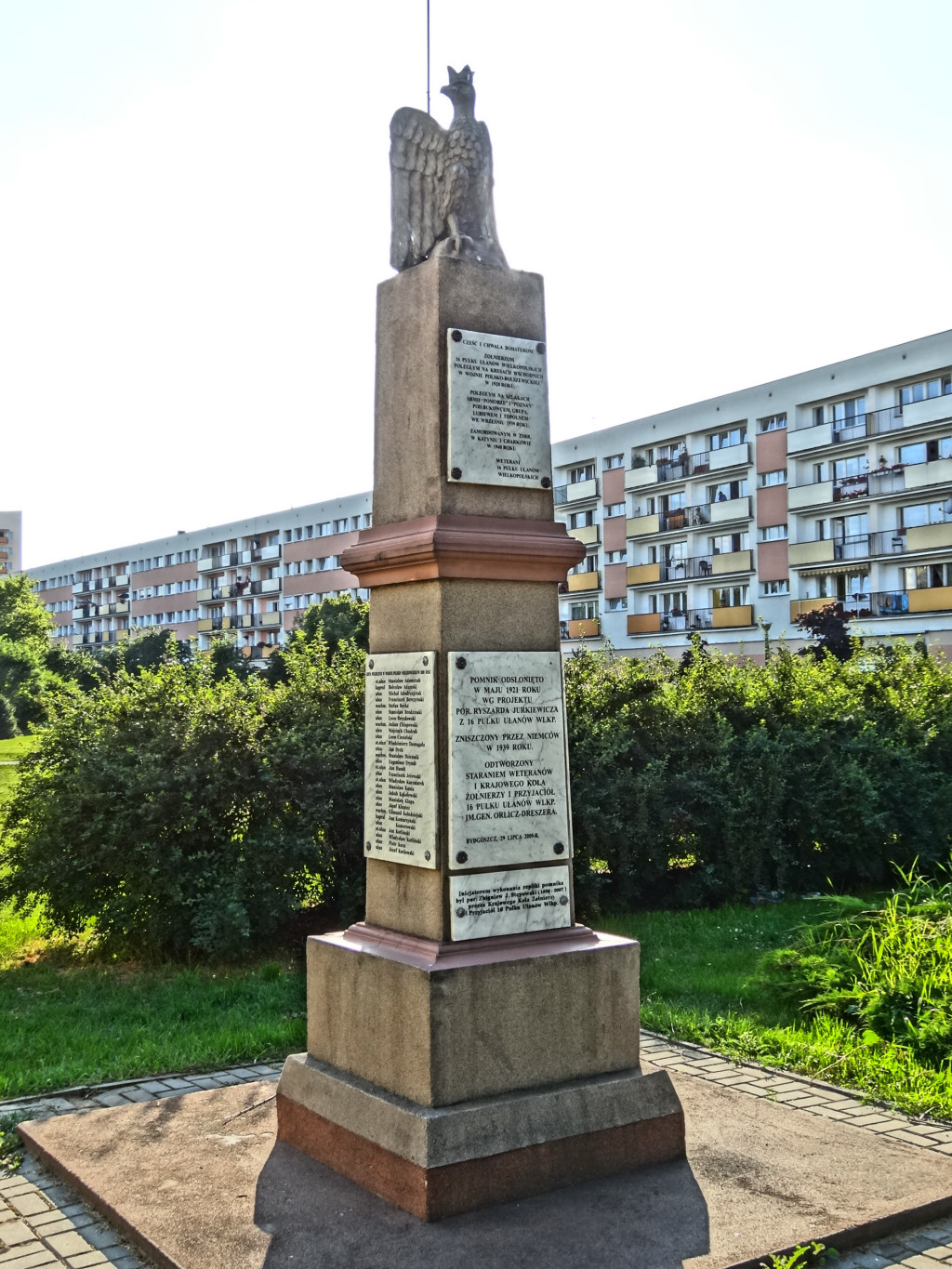
Pomnik 16 Pułku Ułanów Wielkopolskich
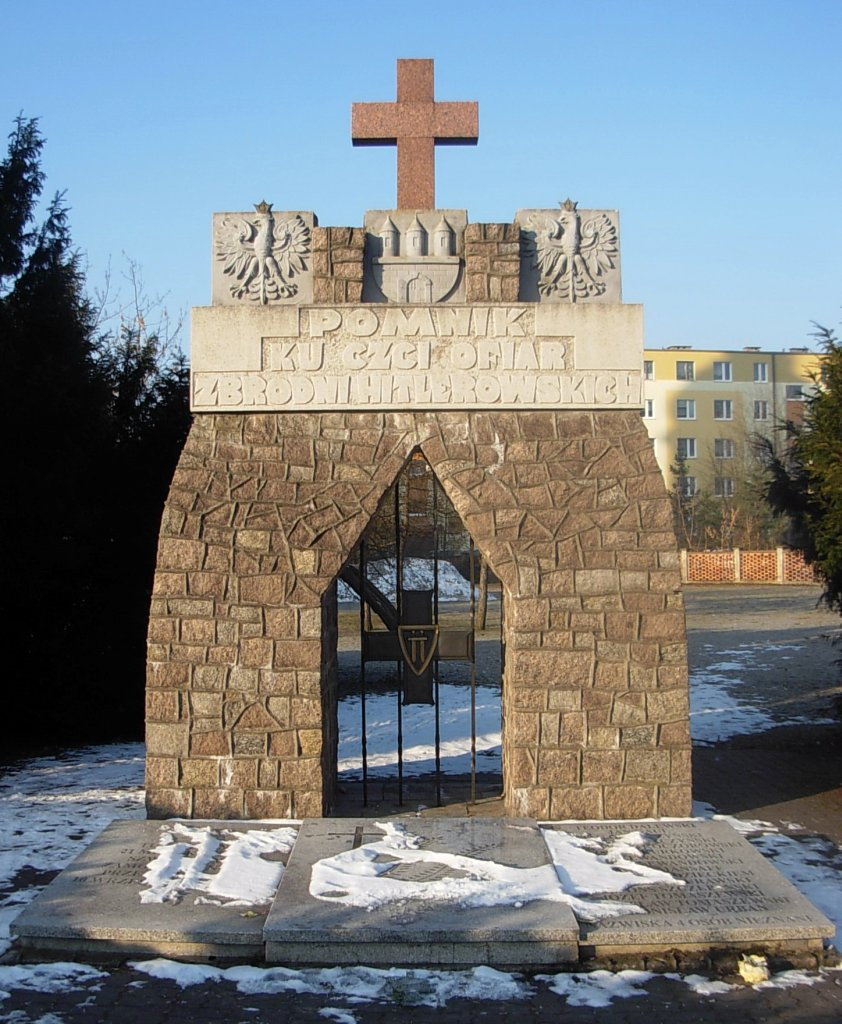
Pomnik poległych na Szwederowie
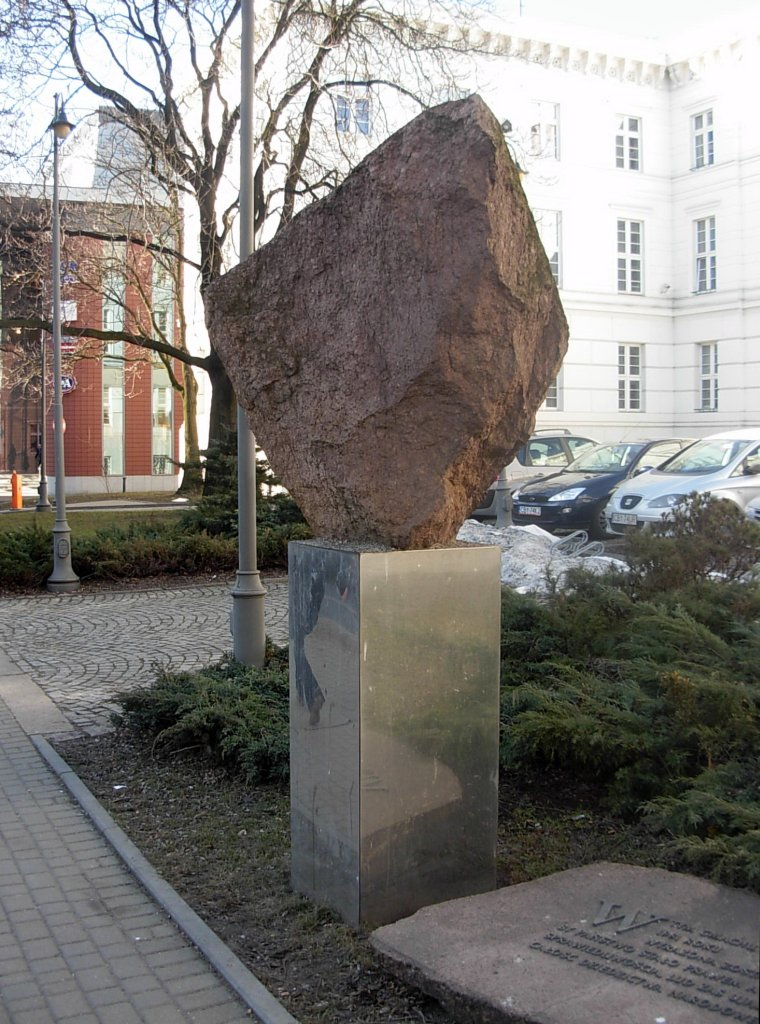
Pomnik bydgoskich wydarzeń marcowych 1981 r.
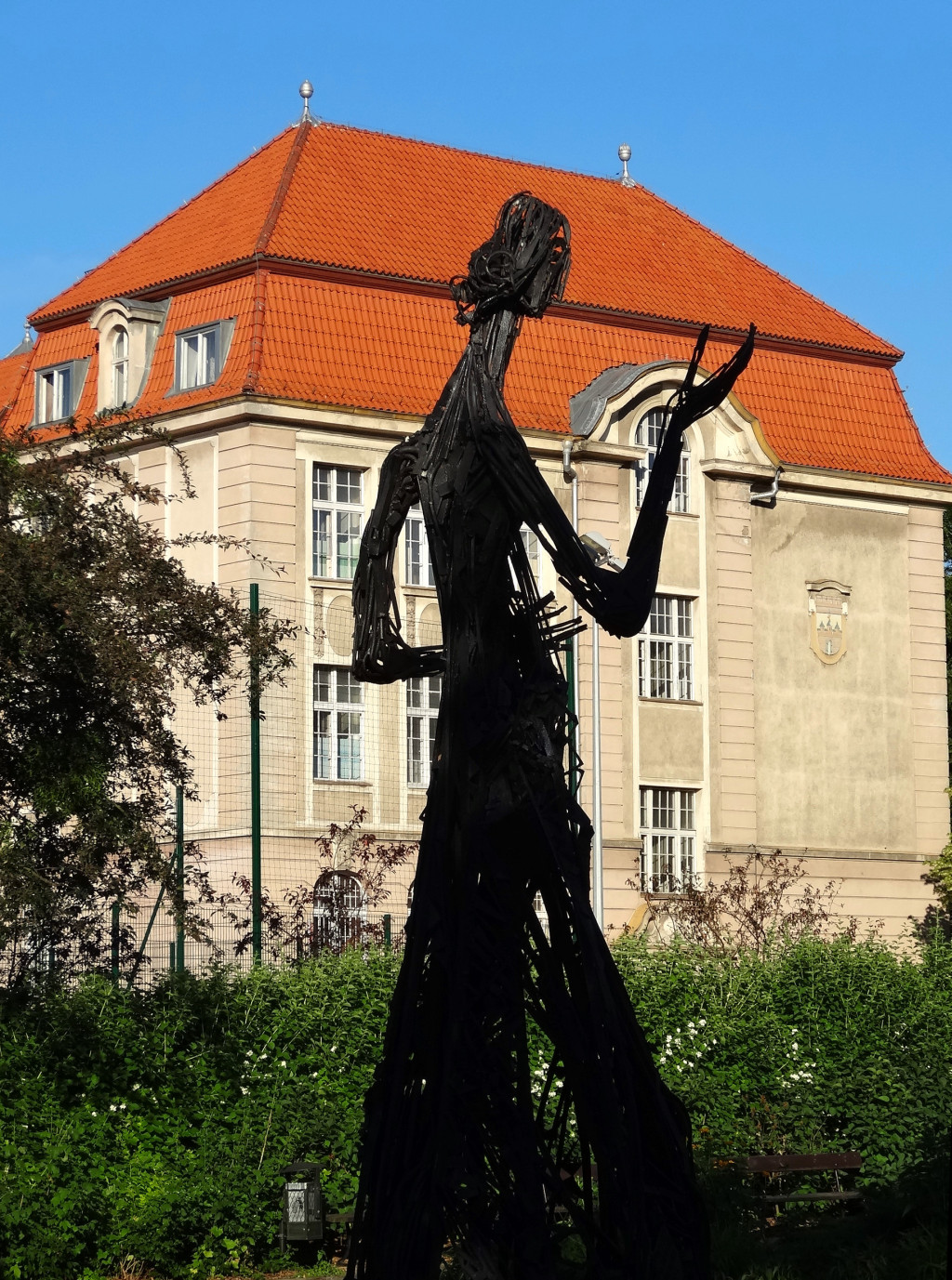
Rzeźba pokonkursowa Mikołaja Kopernika
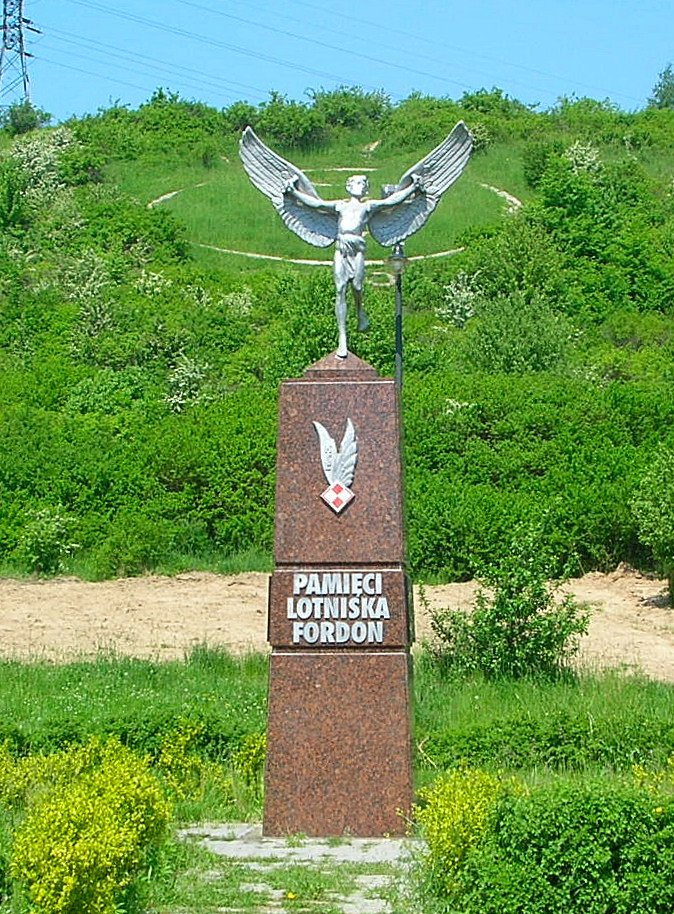
Pomnik Ikara w Fordonie
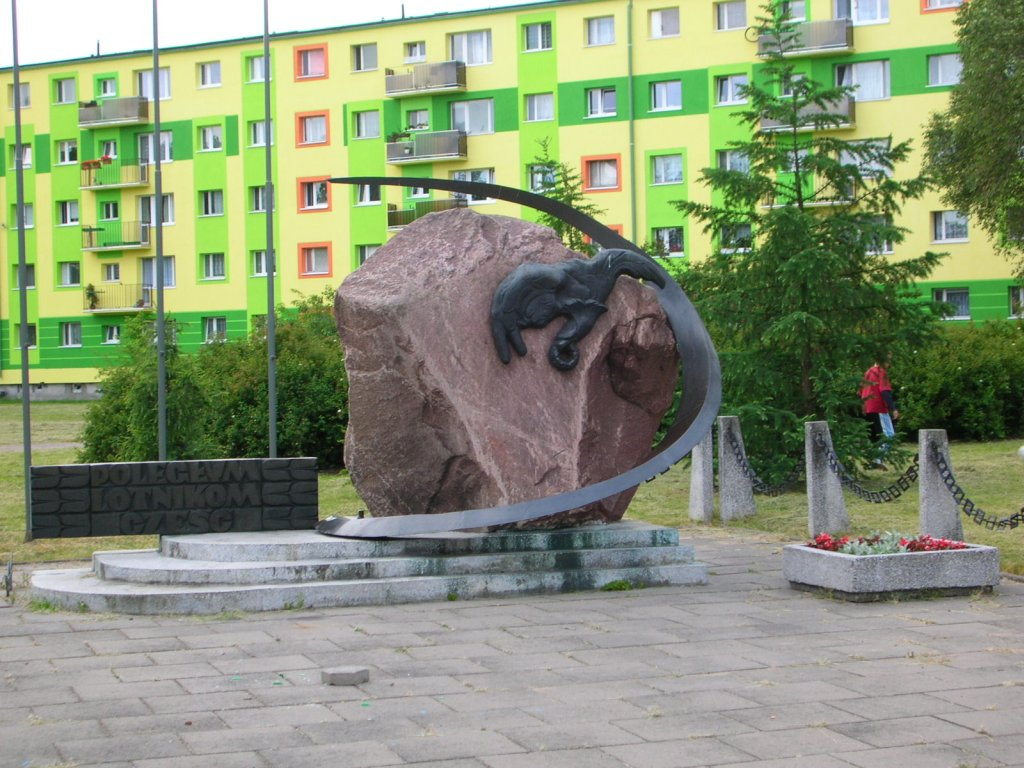
Pomnik Lotników bydgoskich
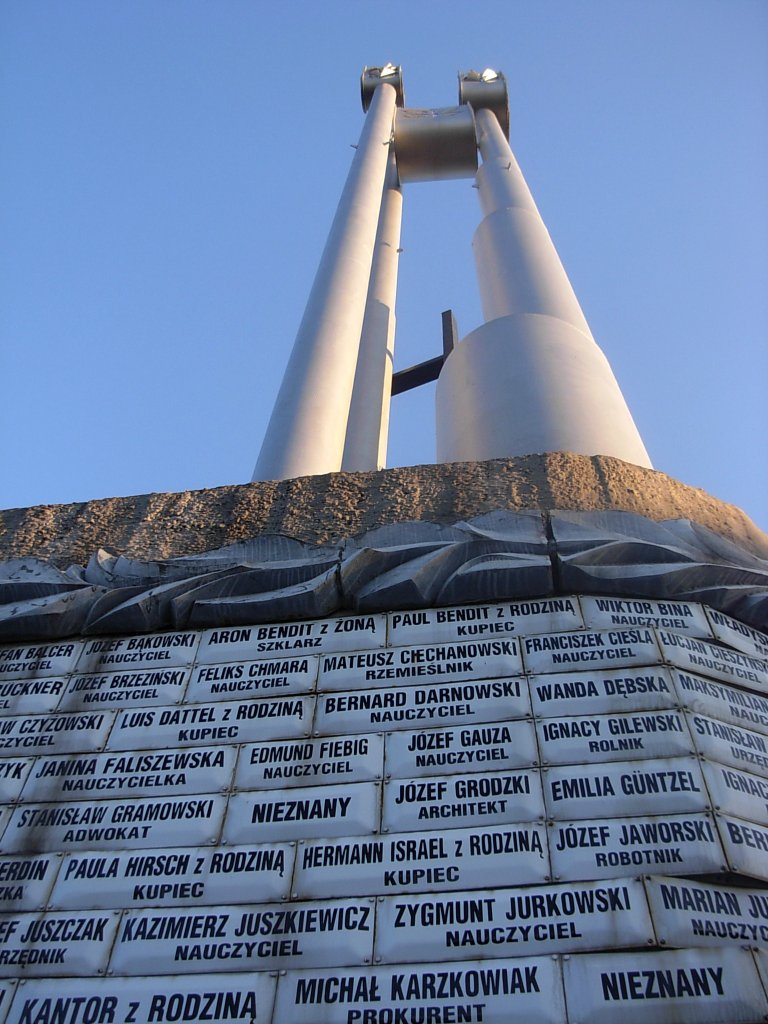
Pomnik poległych w Dolinie Śmierci
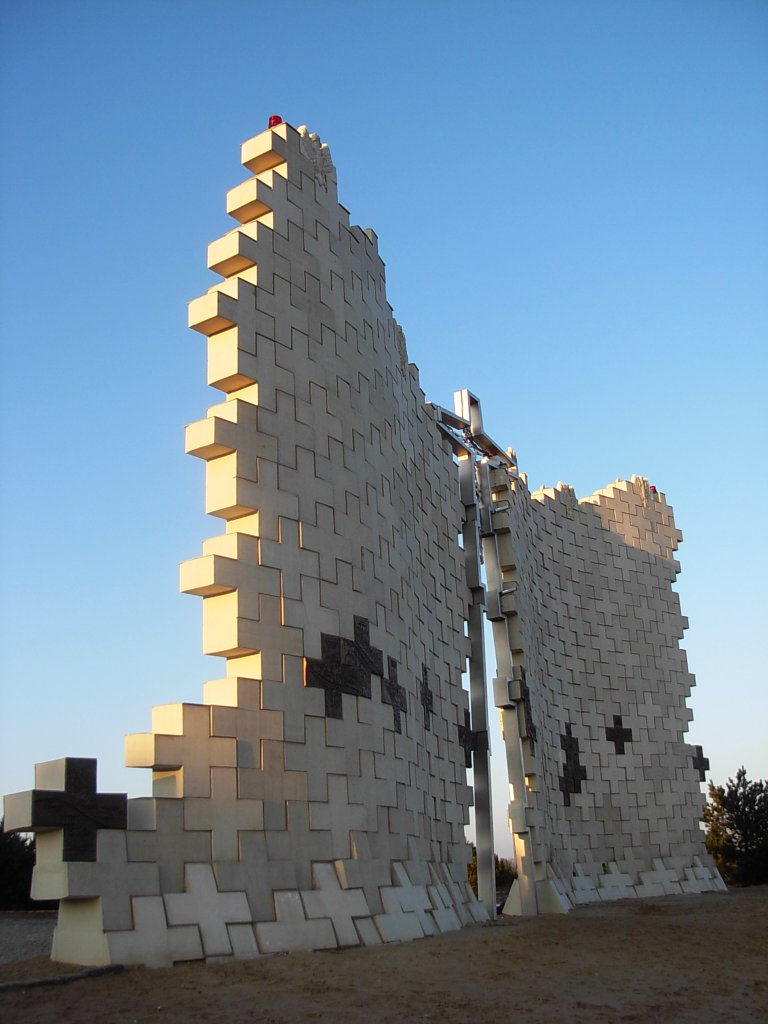
„Brama do nieba” w sanktuarium Kalwaria bydgoska – Golgota XX wieku
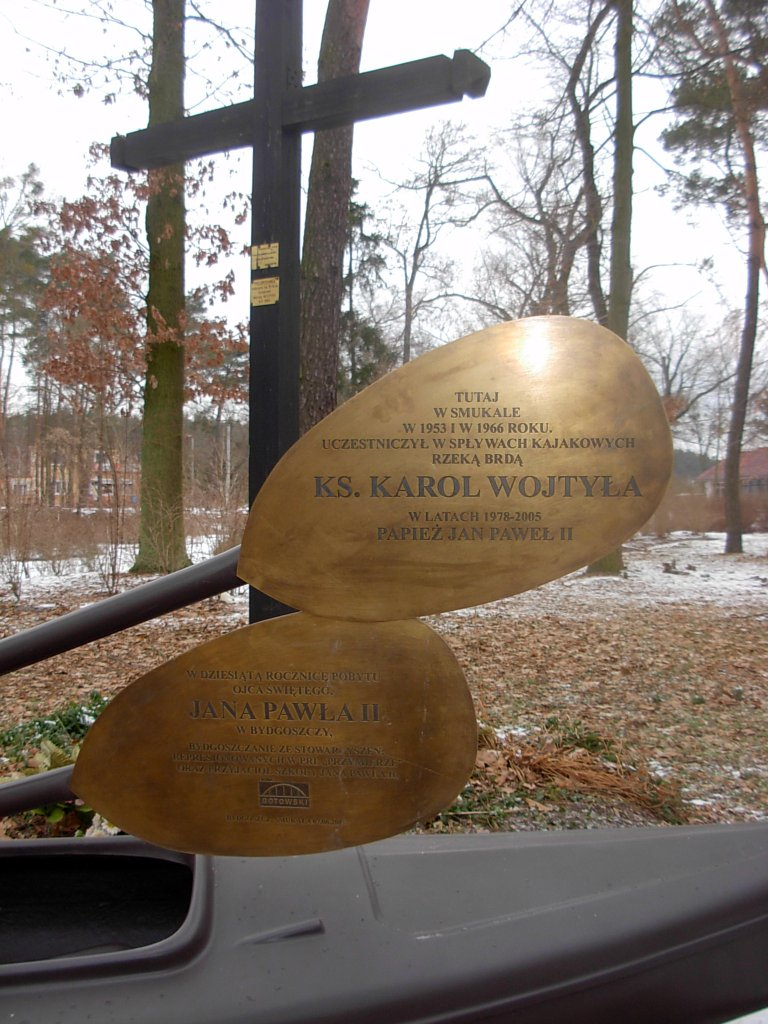
”Pomnik wioseł” ku czci Jana Pawła II w Smukale
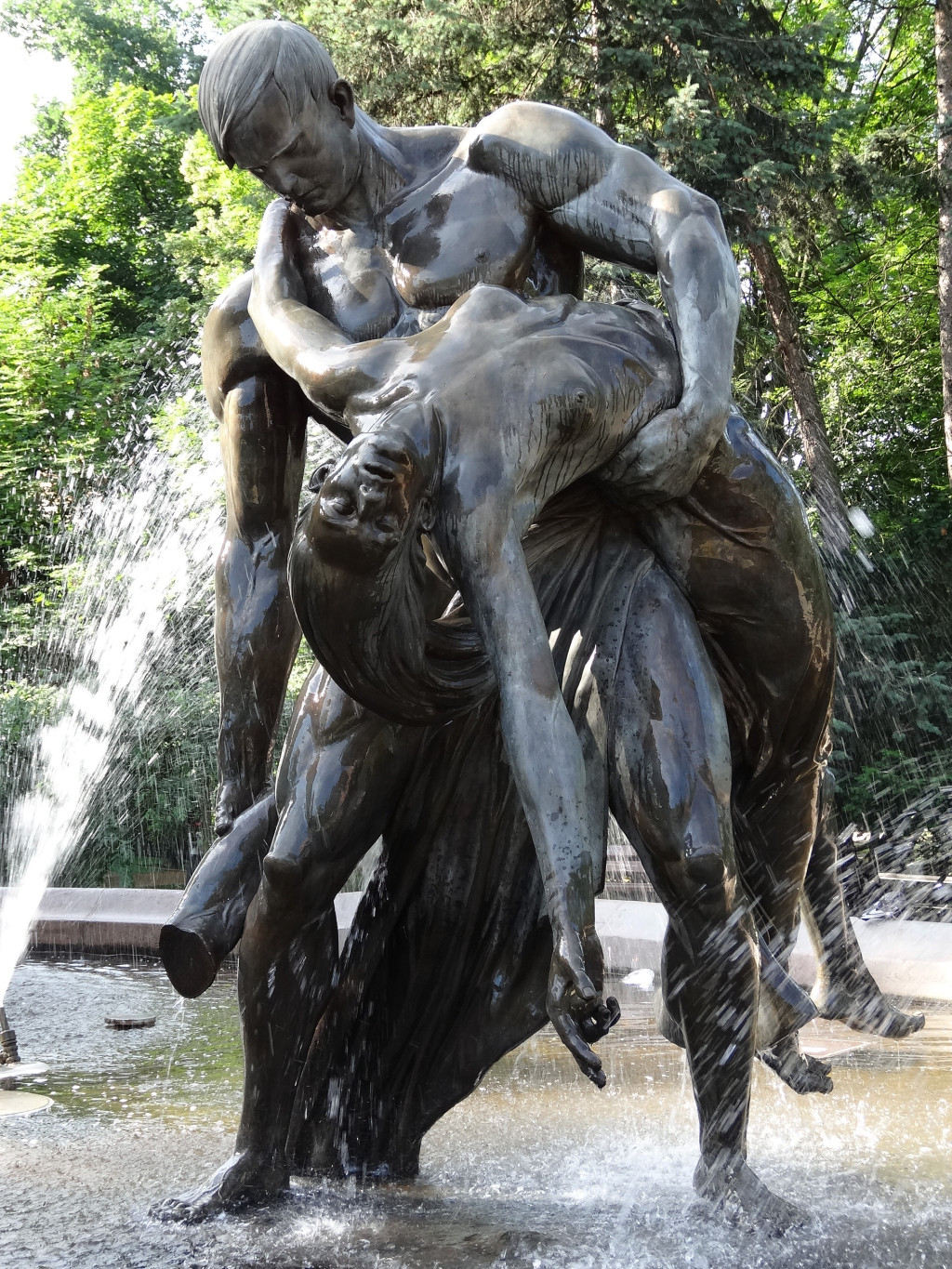
Fontanna Potop
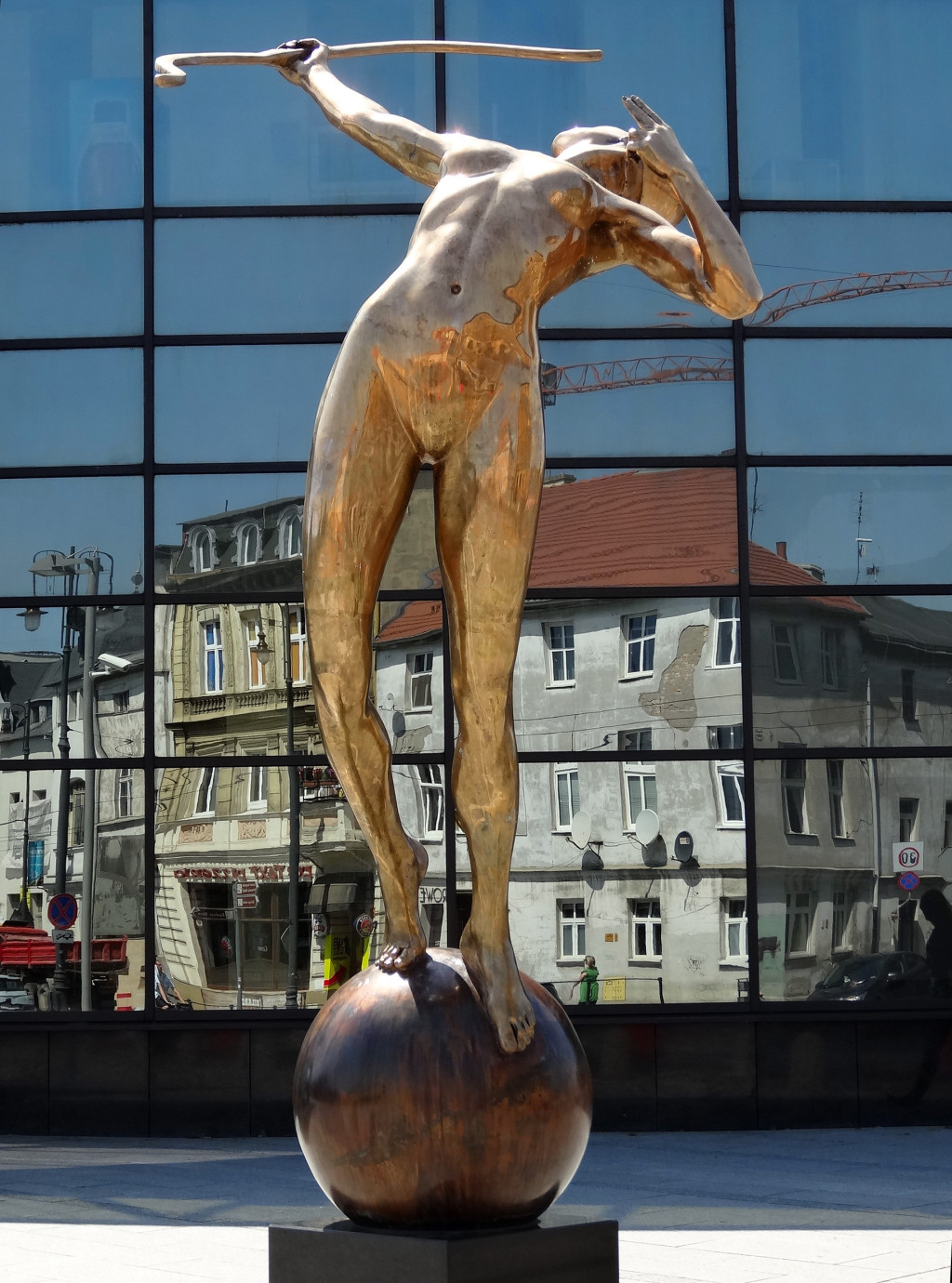
Łuczniczka Nova
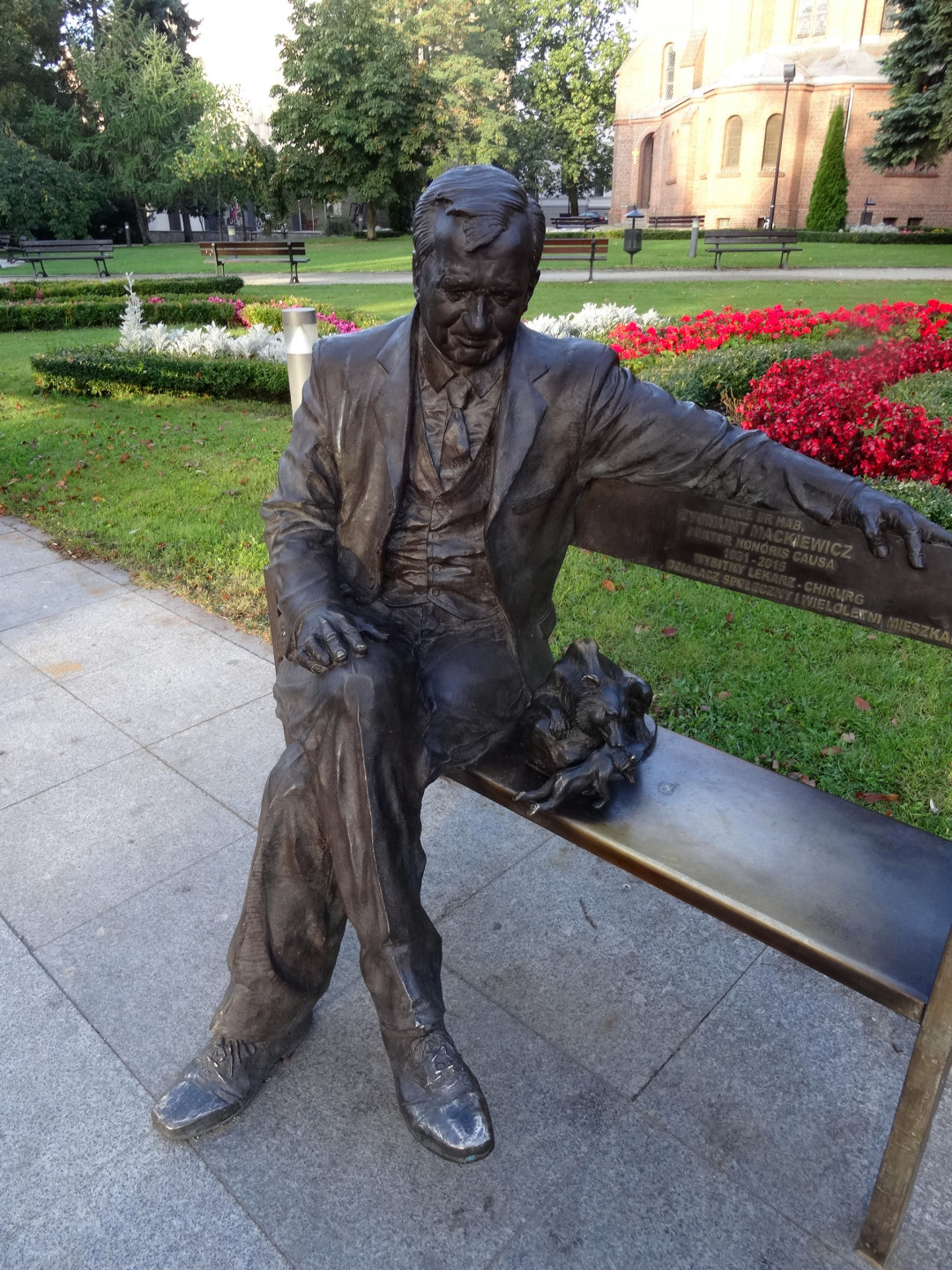
Ławeczka prof. Z. Mackiewicza
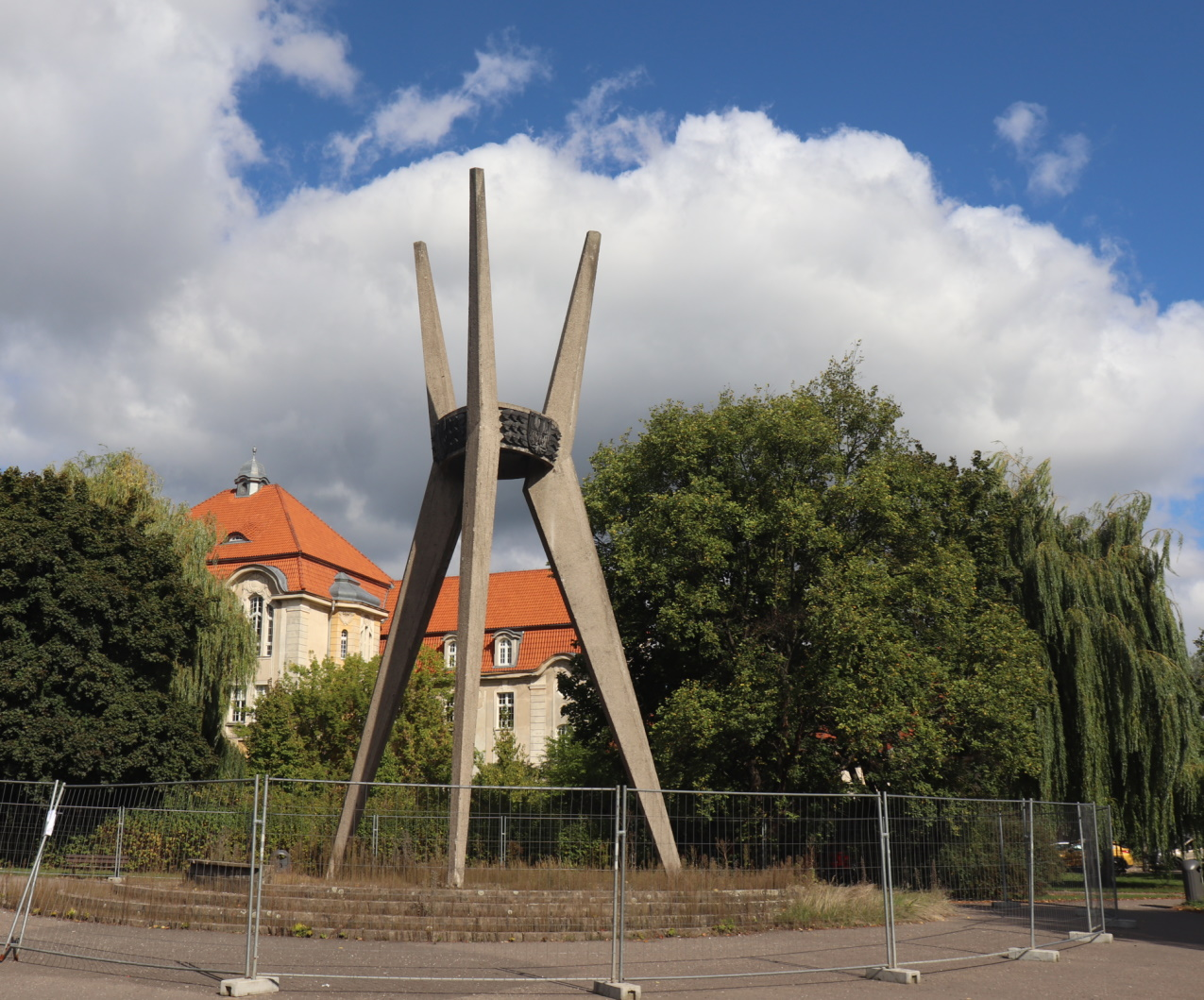
Pomnik Tysiąclecia Państwa Polskiego
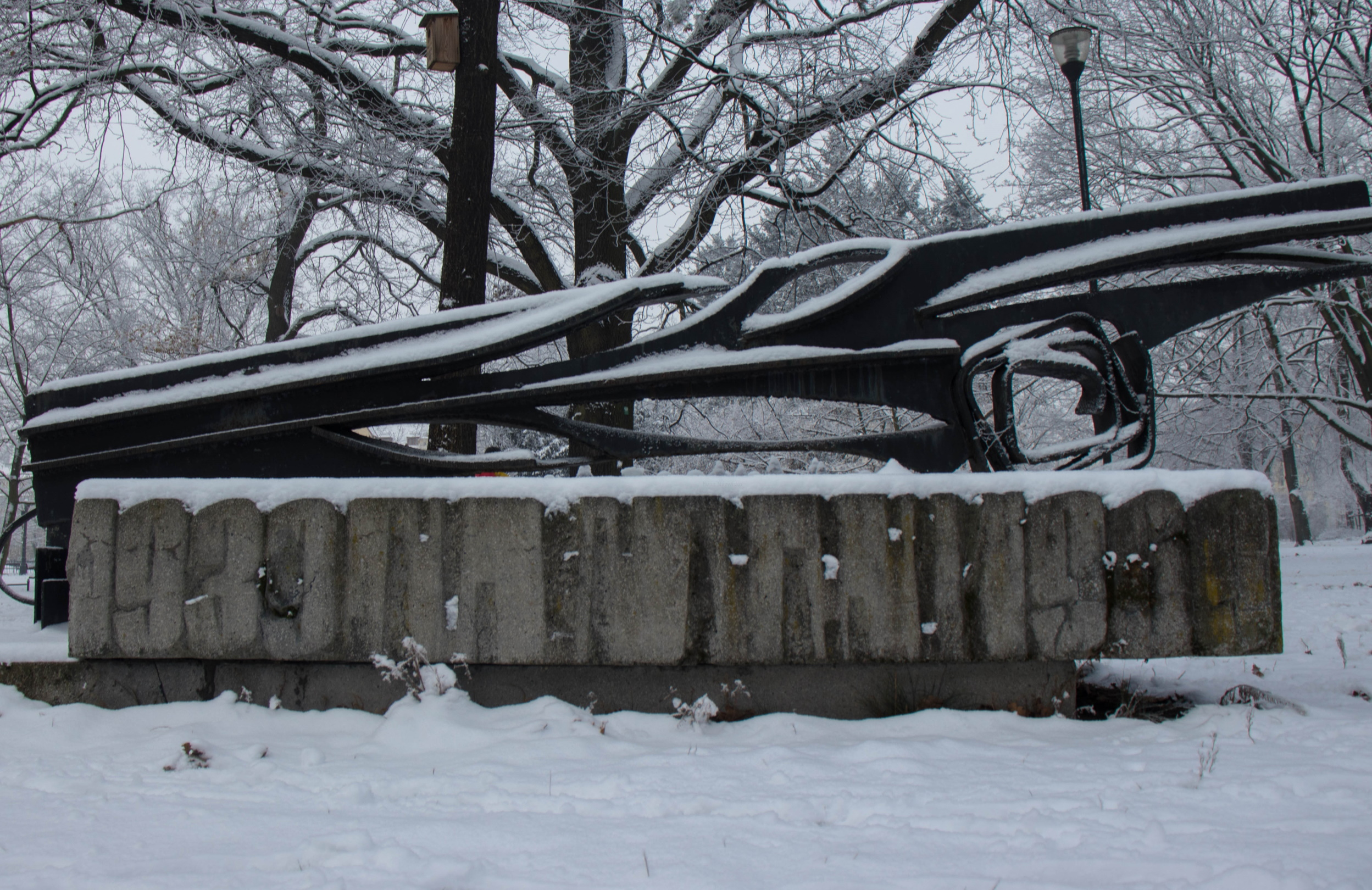
Pomnik Złamana róża w Parku Kochanowskiego
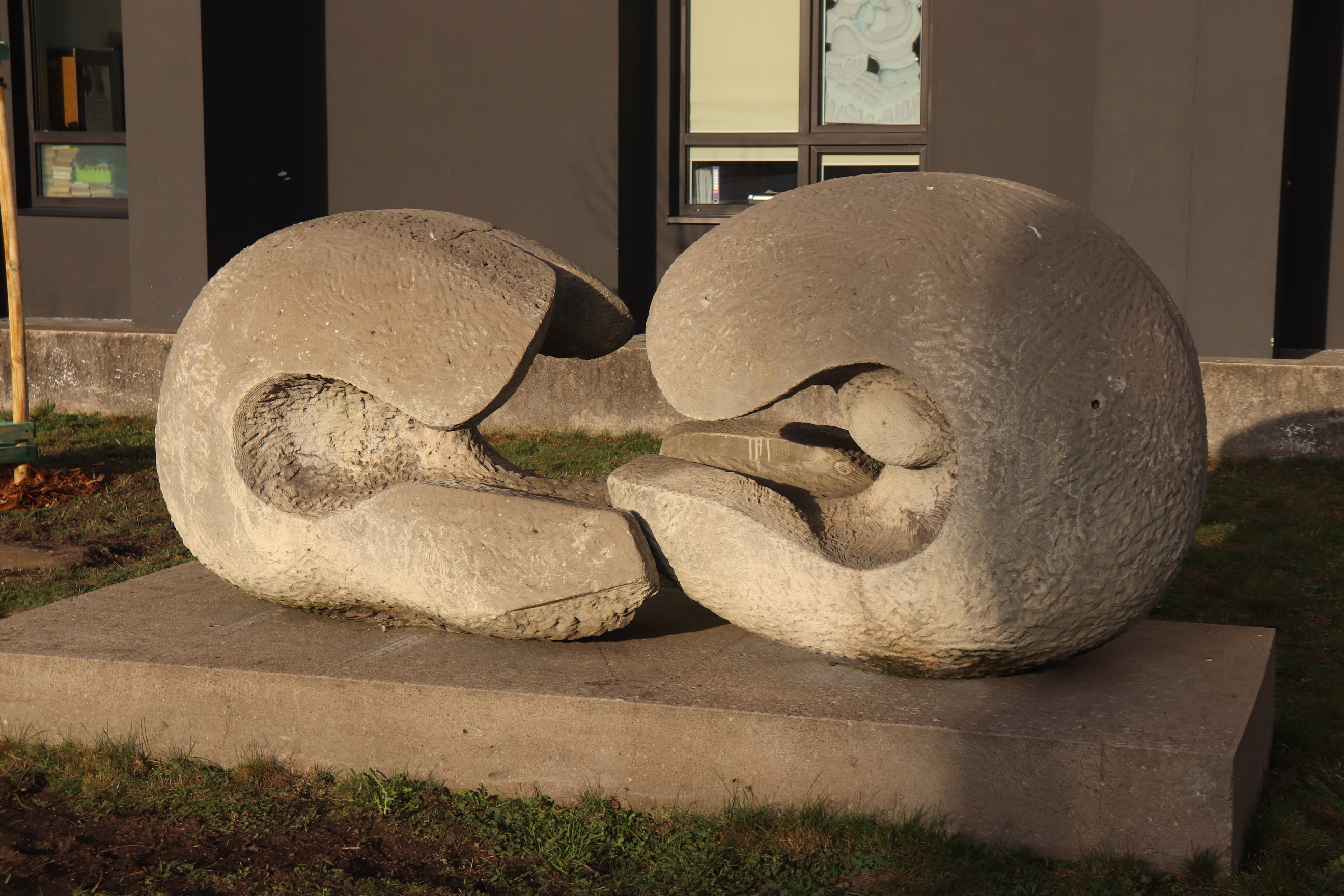
Pomnik Przyjaźni miast Reggio Emilia i Bydgoszczy

## Lista pomników
Lista zawiera wykaz pomników i rzeźb na terenie Bydgoszczy, bez uwzględnienia tablic pamiątkowych, rzeźb na cmentarzach oraz rzeźb kameralnych umieszczonych wewnątrz gmachów użytku publicznego. Kolejność ustalono według chronologii powstania.
| Nr  | Nazwa                                                         | Autor | Data powstania                        | Data usunięcia             | Położenie | Ku czci | Istnieje | Uwagi |
| 1.  | Pomnik św. Jana Nepomucena                                    | nieznany | 1729–1745                             |                            | przy katedrze | Św. Jan Nepomucen | T        | jedna z najstarszych zachowanych rzeźb św. Jana Nepomucena w Polsce północnej |
| 2.  | Popiersie Carla Christiana Ferdynanda von Wissmanna           | | 1844                                  | 1928                       | Park gen. Henryka Dąbrowskiego                                                                                       | Carl von Wissmann | N        | pomnik prezydenta regencji w Bydgoszczy, założyciela Towarzystwa Upiększania Miasta |
| 3.  | Pomnik Fryderyka II                                           | Eduard Uhlenhuth | 31 maja 1862                          | styczeń 1945               | Stary Rynek | Fryderyk II Wielki | N        | pomnik budowniczego Kanału Bydgoskiego |
| 4.  | Pruski Pomnik Poległych                                       | F.A. Sperling | 2 października 1880                   | koniec 1922                | Skwer przy ul. Bernardyńskiej                                                                                        | żołnierze polegli podczas wojny prusko-francuskiej 1870–1871 | N        | na cmentarzu Starofarnym zachowała się kwatera żołnierzy francuskich zmarłych w pruskiej niewoli w Bydgoszczy |
| 5.  | Popiersie Wilhelma I                                          | | 16 września 1888                      | 1919                       | dziedziniec koszar 15 Regimentu Artylerii Polowej przy ul. Gdańskiej (między ul. Artyleryjską a Powstańców Warszawy) | cesarz Wilhelm I | N        | |
| 6.  | Pomnik Wilhelma I                                             | Aleksander Calandrell | 17 września 1893                      | lipiec 1919                | Plac Wolności | cesarz Wilhelm I | N        | |
| 7.  | Popiersie Franza von Brenckenhoffa                            | | 27 października 1894                  | lipiec 1919                | Park nad Kanałem Bydgoskim, między II a III śluzą                                                                    | Franz von Brenkenhoff | N        | pomnik budowniczego Kanału Bydgoskiego |
| 8.  | Popiersie Theodora Gottlieba von Hippela                      | Ernst Haenschke | 18 października 1900                  | 1946                       | Park Ludowy | Theodor Gottlieb von Hippel | N        | pomnik autora odezwy króla Prus Fryderyka Wilhelma III wzywającego do walki z Napoleonem (1813), wysokiego urzędnika, pisarza, mieszkającego w Bydgoszczy od 1837 r. do śmierci w 1843 r. |
| 9.  | Fontanna Potop                                                | prof. Ferdinand Lepcke | 23 lipca 1904 Odbudowana w 2014       | 1943                       | Park Kazimierza Wielkiego                                                                                            | | T        | zrekonstruowana w 2014 r. |
| 10. | Dzieci bawiące się z gęsią                                    | Karol Kowalczewski | 4 października 1909                   |                            | Stary Rynek | | T        | fundatorem był właściciel apteki „Pod Złotym Orłem” dr Alfred Kupffender |
| 11. | Pomnik „Łuczniczka”                                           | prof. Ferdinand Lepcke | 18 października 1910                  |                            | naprzeciw Teatru Polskiego w parku Jana Kochanowskiego                                                               | | T        | fundatorem był radny miejski i przemysłowiec Lewin Louis Aronsohn |
| 12. | Wieża Bismarcka                                               | Paul Walther (wieża), Richter-Elsner (posąg)                                                                                   | 25 maja 1913                          | 1919 (posąg), 1928 (wieża) | Wzgórze Wolności | Otto von Bismarck | N        | |
| 13. | Pomnik Najświętszej Marii Panny Niepokalanego Poczęcia        | Teodor Giecewicz | 1923                                  |                            | plac przed kościołem Świętej Trójcy                                                                                  | Najświętsza Maria Panna | T        | fundatorem był kupiec Leon Posłuszny, w 1940 r. figurę uszkodzono, w 1946 r. zrekonstruowano |
| 14. | Pomnik Henryka Sienkiewicza                                   | Konstanty Laszczka, Stanisław Horno-Popławski                                                                                  | 31 lipca 1927                         | wrzesień 1939              | Park Jana Kochanowskiego                                                                                             | Henryk Sienkiewicz | T        | pierwszy pomnik Henryka Sienkiewicza w Polsce, osłonięty przy obecności prezydenta Rzeczypospolitej Ignacego Mościckiego, po wojnie odbudowany i odsłonięty 18 maja 1968 r. według projektu prof. Stanisława Horno-Popławskiego |
| 15. | Pomnik Józefa Piłsudskiego                                    | Olga Niewska | 14 sierpnia 1931; ponownie 10.11.2018 | wrzesień 1939              | plac przez Szkołą Podchorążych dla Podoficerów przy ul. Gdańskiej                                                    | Józef Piłsudski | T        | Pomnik miał upamiętniać wizytę marszałka w czerwcu 1921 roku w Bydgoszczy i w Szkole. 1 sierpnia 1931 r. w Dzienniku Bydgoskim ukazał się list wskazujący, że rzeczywistym inicjatorem budowy pomnika jest komendant szkoły podchorążych ppłk Franciszek Polniaszek, który miał nałożyć przymusową składkę w wysokości 30 zł na każdego podchorążego ostatniego rocznika. W 2018 dokonano rekonstrukcji w pierwotnym miejscu i w formie możliwie najbliższej oryginałowi, zmieniono natomiast cokół                                                                                            |
| 16. | Pomnik Najświętszego Serca Jezusa                             | Piotr Triebler i Teodor Gajewski                                                                                               | 2 października 1932                   | 7 listopada 1939           | Plac Poznański | Serce Jezusa | T        | zrekonstruowany według projektu art. plast. Marka Rony, ustawiony 9 czerwca 2010 r. przy ul. Seminaryjnej |
| 17. | Popiersie Józefa Piłsudskiego                                 | | 19 marca 1934                         | 5 września 1939            | Plac Poznański 9 | Józef Piłsudski | N        | |
| 18. | Pomnik Chrystusa                                              | Teodor Gajewski | 3 maja 1935                           | wrzesień 1939              | skwer na Szwederowie (między ul. Orlą a ks. Skorupki)                                                                | Jezus Chrystus | T        | krzyż i pomnik zrekonstruowany w sierpniu 1992 r. |
| 19. | Pomnik Chrystusa Zbawiciela                                   | | przed 1948                            |                            | plac przed kościołem ewangelicko-augsburskim                                                                         | Jezus Chrystus | T        | kopia posągu Chrystusa z Kopenhagi autorstwa Bertela Thorvaldsena, znajdowała się na cmentarzu ewangelickim przy ul. Jagiellońskiej na grobowcu rodziny Blumwe, w 1948 r. ustawiona przed kościołem Chrystusa Zbawiciela |
| 20. | Pomnik Wolności                                               | Jan Kossowski | 7 listopada 1945                      |                            | Plac Wolności | żołnierze Armii Czerwonej oraz Wojska Polskiego, polegli wskutek zbrodni hitlerowskich i stalinowskich | T        | przebudowany i przemianowany po 1990 r. |
| 21. | Obelisk ku czci poległych na Jachcicach                       | Piotr Triebler | 23 września 1946                      |                            | skwer na Jachcicach                                                                                                  | pomordowani mieszkańcy Jachcic w okresie okupacji | T        | |
| 22. | Pomnik Poległych w Fordonie                                   | Witold Marciniak | 1959                                  |                            | Rynek w Starym Fordonie                                                                                              | pomordowani mieszkańcy Fordonu w okresie okupacji | T        | 16 sierpnia 2021 w ramach przebudowy Rynku wykonany z piaskowca pomnik został przesunięty o 14 metrów w kierunku kościoła; jego miejsce zajmie fontanna. |
| 23. | Obelisk ku czci poległych kolejarzy                           | Józef Makowski | 2 września 1964                       |                            | skwer przed Dyrekcją Kolei                                                                                           | pomordowani kolejarze bydgoscy w okresie okupacji | T        | |
| 24. | Obelisk ku czci poległych na Szwederowie                      | Józef Makowski | 10 września 1965                      |                            | plac przed kościołem Matki Boskiej Nieustającej Pomocy                                                               | 21 zamordowanych w publicznej egzekucji mieszkańców Szwederowa w odwecie za „krwawą niedzielę” | T        | |
| 25. | Popiersie Mikołaja Kopernika                                  | | 21 grudnia 1966                       |                            | skwer przy ul. Kopernika                                                                                             | Mikołaj Kopernik | T        | w 1973 r. przeniesione do II LO, a w zamian ustawiono metalową rzeźbę poplenerową przedstawiającą astronoma |
| 26. | Popiersie Leona Wyczółkowskiego                               | | 21 grudnia 1966                       |                            | skwer obok Muzeum Okręgowego przy ul. Gdańskiej                                                                      | Leon Wyczółkowski | T        | w latach 70. XX w. przeniesione do wnętrz Muzeum Okręgowego |
| 27. | Pomnik Tysiąclecia Państwa Polskiego                          | Stanisław Lejkowski | 22 lipca 1967                         |                            | skwer Leszka Białego u zbiegu ul. Staszica i Markwarta                                                               | | T        | W zamyśle Stanisława Lejkowskiego powstawał jako pomnik Tysiąclecia Państwa Polskiego, którego kształt, nawiązujący do orlego gniazda, miał symbolizować początki państwa; władze PRL przemianowały pomnik na pomnik Czynu Społecznego, nie pozwalając na jego dokończenie i umieszczenie w nim piastowskiego orła. W 2017 proponowano zastąpienie pomnika pomnikiem "żołnierzy wyklętych", ale rada miasta odrzuciła ten pomysł. W 2021 z powodu złego stanu technicznego przeznaczony do rozbiórki, co spotkało się z protestami i przyczyniło się do wpisania pomnika do rejestru zabytków. |
| 28. | Pomnik Walki i Męczeństwa Ziemi Bydgoskiej                    | Franciszek Masiak | 5 września 1969                       |                            | Stary Rynek | obywatele polscy z Kujaw, Pomorza i ziemi Chełmińskiej, polegli i zamordowani w czasie II wojny światowej w latach 1939–1945 | T        | ustawiony w miejscu publicznych egzekucji, które miały miejsce we wrześniu 1939 r. w odwecie za „krwawą niedzielę” |
| 29. | Szaniec Walki i Męczeństwa                                    | Jerzy Winiecki | 5 września 1969                       |                            | Stary Rynek, od 2008 r. plac przed Sanktuarium Nowych Męczenników                                                    | pomordowani z Bydgoszczy i regionu wskutek terroru hitlerowskiego i stalinowskiego | T        | tablice z brązu oraz kamienie z piaskowca ustawione w formie szańca |
| 30. | Złamana róża                                                  | Józef Makowski | 24 stycznia 1970                      |                            | Park Jana Kochanowskiego w Bydgoszczy                                                                                | 50 gimnazjalistów, których mieli tu zamordować Niemcy w 1939 roku | T        | abstrakcyjna rzeźba ustawiona w parku w którym w 1939 miała mieć miejsce egzekucja |
| 31. | Galeria pomników kompozytorów i wirtuozów                     | Józef Makowski, Ewelina i Henryk Siwiccy, Witold Marciniak, Henryk Rasmus, Mieczysław Welter, Barbara Zbrożyna, Andrzej Kasten | od 1973                               |                            | Park Jana Kochanowskiego, przy Filharmonii Pomorskiej                                                                | Fryderyk Chopin, Ignacy Paderewski, Henryk Wieniawski, Karol Szymanowski, Karol Kurpiński, Stanisław Moniuszko, Grażyna Bacewicz, Mieczysław Karłowicz, Piotr Czajkowski, Ludwig van Beethoven, Antonín Dvořák, Ludomir Różycki, Igor Strawinski, Johann Sebastian Bach, Claude Debussy | T        | 10 posągów i 5 popiersi ustawionych wzdłuż alei parkowych otaczających Filharmonię Pomorską im. Jana Paderewskiego |
| 32. | Skrzydła morza                                                | Anna Szalast | 1973                                  |                            | Plac Kościuszki | abstrakcja | T        | Rzeźba składa się z 2 sześciometrowych skrzydeł z aluminium, symbolizujących związki istniejącej dawniej nieopodal firmy Famor (mecenasa przedsięwzięcia) z morzem. |
| 33. | Pomnik Poległych w Dolinie Śmierci                            | Józef Makowski | 1975                                  |                            | Dolina Śmierci w Fordonie                                                                                            | ok. 3 tys. pomordowanych Polaków i Żydów w egzekucjach przeprowadzonych w październiku i listopadzie 1939 r. w Dolinie Śmierci | T        | |
| 34. | Pomnik Lotników Ziemi Bydgoskiej                              | Józef Makowski | 1980                                  |                            | skwer na Błoniu | polegli lotnicy bydgoscy w czasie II wojny światowej | T        | |
| 35. | Popiersie Wincentego Witosa                                   | Witold Marciniak | 3 czerwca 1984                        |                            | Park Ludowy | Wincenty Witos | T        | |
| 36. | Pomnik Nieznanego Powstańca Wielkopolskiego                   | Aleksander Dętkoś | 29 grudnia 1986                       |                            | skwer przy ul. Bernardyńskiej                                                                                        | polegli powstańcy wielkopolscy | T        | położony obok grobu Nieznanego Powstańca Wielkopolskiego, urządzonego w okresie międzywojennym i zrekonstruowanego 25 sierpnia 1946 r. |
| 37. | Trzy Gracje                                                   | Jerzy Buczkowski | 1989                                  |                            | nabrzeże Brdy, przy ul. Stary Port                                                                                   | | T        | przedstawia trzy kobiety – mityczne Gracje, które według mitologii greckiej były boginiami wdzięku i radości |
| 38. | Pomnik Leona Barciszewskiego                                  | Sławoj Ostrowski | 11 listopada 1989                     |                            | skwer przy moście Jerzego Sulimy-Kamińskiego, od 2008 r. Wełniany Rynek                                              | Leon Barciszewski | T        | pomnik prezydenta Bydgoszczy w latach 1932–1939, zamordowanego przez hitlerowców 11 listopada 1939 roku |
| 39. | Obelisk 18 południka                                          | |                                       |                            | Wyspa Młyńska | | T        | upamiętnia 18. południk, który przebiega przez Stary Rynek w Bydgoszczy |
| 40. | Pomnik Wydarzeń Marcowych 81                                  | |                                       |                            | przed gmachem Kujawsko-Pomorskiego Urzędu Wojewódzkiego                                                              | wydarzenia marcowe w Bydgoszczy | T        | nieoficjalnie nazywany zębem Rulewskiego na cześć Jana Rulewskiego delegata Solidarności pobitego w 1981 roku |
| 41. | Pomnik Marii Konopnickiej                                     | Krystyna Panasik | 25 września 1993                      |                            | przy ul. Marii Konopnickiej na Szwederowie                                                                           | Maria Konopnicka | T        | Nieopodal znajduje się wyrzeźbiony ze starej topoli Pomnik krasnoludków autorstwa Mirosława Kufla |
| 42. | Obelisk Leszka Białego ps. Jakub oraz NN ps. „Bolesław”       | | 11 listopada 1993                     |                            | Skwer im. ppor. Leszka Białego ps. Jakub, od strony ul. ks. Ryszarda Markwarta; Śródmieście                          | żołnierze AK, "Żołnierze wyklęci", zamordowani w katowni UB przy ul. Markwarta w Bydgoszczy, w tym zamęczoni 3 marca 1945 roku Leszek Biały i "Bolesław" | T        | ufundowany z inicjatywy Światowego Związku Żołnierzy AK; kamienny obelisk z tablicami informacyjnymi i metaloplastycznym portretem Leszka Białego; w 2012 metalowa tablica została skradziona; 25 listopada 2013 staraniem środowisk patriotycznych tablice w postaci czarnych granitowych płyt wróciła na obelisk. Miejsce marcowych obchodów Narodowego Dnia Pamięci "Żołnierzy Wyklętych" |
| 43. | Pomnik Prymasa Tysiąclecia                                    | Jacek Kucaba | 27 maja 1995                          |                            | plac przed kościołem Zmartwychwstania Pańskiego                                                                      | Stefan Wyszyński | T        | |
| 44. | Obelisk gen. Henryka Dąbrowskiego                             | Krystyna Panasik | 1999                                  |                            | Park Henryka Dąbrowskiego                                                                                            | Jan Henryk Dąbrowski | T        | upamiętnia zdobycie Bydgoszczy przez wojska dowodzone przez gen. Henryka Dąbrowskiego podczas insurekcji kościuszkowskiej (1794) |
| 45. | Pomnik Ikara                                                  | Tadeusz Nowak | 5 czerwca 2002                        |                            | Fordon | absolwenci szkoły szybowcowej w Fordonie | T        | znajduje się u stóp „Góry Szybowników”, skąd adepci Szkoły Szybowcowej w Fordonie (1933–1963) dokonywali wzlotów na szybowcach |
| 46. | Przechodzący przez rzekę                                      | Jerzy Kędziora | 1 maja 2004                           |                            | przy ul. Mostowej, nad rzeką Brdą                                                                                    | | T        | rzeźba zawieszona na linie nad rzeką Brdą |
| 47. | Wędrowiec                                                     | Michał Kubiak | 23 kwietnia 2005                      |                            | u zbiegu ulic: Gdańskiej, Dworcowej i Pomorskiej.                                                                    | | T        | Postać przygląda się hotelowi „Pod Orłem” |
| 48. | Pomnik pamięci 16 Pułku Ułanów Wlkp                           | | 29 lipca 2005                         |                            | skwer przy ul. 16 Pułku Ułanów Wlkp na Błoniu                                                                        | polegli żołnierze 16 Pułku Ułanów Wlkp | T        | obelisk wzniesiony w 1921 r., zniszczony w 1939 r., odbudowany w 1973 r. i przebudowany w 1996 r. |
| 49. | Ławeczka Mariana Rejewskiego                                  | Michał Kubiak | 16 sierpnia 2005                      |                            | plac u zbiegu ulic: Gdańskiej i Śniadeckich                                                                          | Marian Rejewski | T        | pomnik bydgoszczanina, pogromcy niemieckiej maszyny szyfrującej Enigma |
| 50. | Postać Pana Twardowskiego                                     | Jerzy Kędziora | 2 czerwca 2006                        |                            | okno kamienicy we wschodniej pierzei Starego Rynku                                                                   | Pan Twardowski | T        | rzeźba sterowana elektronicznie, pojawiająca się w oknie kamienicy dwa razy dziennie (13:13 i 21:13) w spektaklu świetlno-muzycznym |
| 51. | Pomnik Kazimierza Wielkiego                                   | Mariusz Białecki | 27 października 2006                  |                            | skwer przy ul. Wały Jagiellońskie                                                                                    | król Kazimierz Wielki | T        | pomnik dawcy praw miejskich Bydgoszczy |
| 52. | Pomnik Andrzeja Szwalbego                                     | Michał Kubiak | 19 kwietnia 2007                      |                            | plac przed Filharmonią Pomorską                                                                                      | Andrzej Szwalbe | T        | pomnik Honorowego Obywatela Bydgoszczy, budowniczego filharmonii i opery |
| 53. | Kalwaria Bydgoska-Golgota XX wieku                            | Jacek Kucaba | 2009                                  |                            | Dolina Śmierci | ofiary terroru hitlerowskiego i stalinowskiego | T        | pomnik w formie 13 dwumetrowych krzyży ze stali nierdzewnej oraz 24-metrowej, ażurowej ściany tzw. „Bramy do Nieba”. |
| 54. | Obelisk ku pamięci gen. Aleksandra Krzyżanowskiego ps. „Wilk” | | 2009                                  |                            | ul. Xawerego Dunikowskiego 1, Skwer im. gen. Aleksandra Krzyżanowskiego-Wilka                                        | gen. bryg. Aleksander Krzyżanowski ps. „Wilk” i inne ofiary represji UB wobec mieszkańców Kresów Wschodnich i żołnierzy Armii Krajowej Okręgu Wileńskiego i Nowogrodzkiego | T        | kamienny obelisk z czarnymi kamiennymi tablicami informacyjnymi; ufundowany i odsłonięty w 2009 roku przez Środowisko Wileńsko-Nowogrodzkie AK w Bydgoszczy oraz Urząd Miasta Bydgoszczy |
| 55. | Łuczniczka Nova                                               | Maciej Jagodziński-Jagenmeer                                                                                                   | 21 kwietnia 2013                      |                            | plac przed Operą Nova                                                                                                | | T        | |
| 56. | Ławeczka prof. Zygmunta Mackiewicza                           | Michał Pronobis, Jacek Guzera                                                                                                  | 15 maja 2016                          |                            | park Kazimierza Wielkiego przy fontannie Potop                                                                       | prof. Zygmunt Mackiewicz | T        | Ku pamięci wybitnego chirurga i społecznika, który przyczynił się do odbudowania fontanny Potop. |
| 57. | Flisak                                                        | Michał Kubiak | 30 grudnia 2017                       |                            | rejon Mostu Staromiejskiego                                                                                          | związki Bydgoszczy z rzekami, ich rolę w gospodarczym życiu miasta, zwłaszcza w handlu i transporcie | T        | Rzeźba zamówiona przez Ministerstwo Spraw Zagranicznych i Handlu Węgier, jej osłonięcie rzeźby było wydarzeniem zamykającym Rok Kultury Węgierskiej w Polsce. |
| 58. | Ławeczka Ireny Jarockiej                                      | Michał Pronobis | 5 października 2019                   |                            | Wybrzeże Prezydenta Narutowicza, między Mostem Staromiejskim a Operą Nova                                            | Irena Jarocka | T        | upamiętnienie Ireny Jarockiej, która w Bydgoszczy koncertowała około 30 razy, po raz ostatni w 2008. |
| 59. | Pomnik bohaterów „Solidarności” i „Solidarności” RI           | Barbara Walczak-Kawalec, Maciej Stelmaszyk                                                                                     | 12 grudnia 2021                       |                            | plac Kościeleckich, przed kościołem św. Andrzeja Boboli                                                              | | T        | pomnik poświęcony bohaterom „Solidarności” pracowniczej i rolniczej, postawiony przed kościołem jezuitów, w którym po wprowadzeniu stanu wojennego każdego 13. dnia miesiąca odprawiano msze za Ojczyznę, na których gromadzili się działacze opozycji i mieszkańcy miasta. |